# إبراهيم الدسوقي
إبراهيم بن عبد العزيز أبو المجد (دسوق 653 هـ/1255 م - 696 هـ/1296)، إمام صوفي سني مصري، وآخر أقطاب الولاية الأربعة لدى الصوفية، وإليه تنسب الطريقة الدسوقية. لقّب نفسه ب‍‍الدُسُوقي؛ نسبة إلى مدينة دُسوق بشمال مصر التي نشأ فيها وعاش بها حتى وفاته، أما أتباعه فقد لقّبوه بالعديد من الألقاب، أشهرها برهان الدين وأبا العينين. ينتهي نسبه من جهة أبيه إلى الحسين بن علي بن أبي طالب، وجده لأمه هو أبو الفتح الواسطي خليفة الطريقة الرفاعية في مصر، ولذلك كانت له علاقة بالصوفية منذ صغره، كذلك تأثر بأفكار أبو الحسن الشاذلي، وكان على صلة بأحمد البدوي بمدينة طنطا الذي كان معاصراً له. وكان الدسوقي من القائلين بالحقيقة المحمدية ووحدة الشهود بجانب التصوف العملي الشرعي. وقد تولّى منصب شيخ الإسلام في عهد السلطان الظاهر بيبرس البندقداري.
يُنسب له العديد من الكرامات الخارقة للعادة؛ لذلك يُشكك بها بعض المتصوفين بجانب غير المتصوفين من أهل السنة والجماعة. وقد انتشرت طريقته في مصر والسودان خصوصاً، بجانب بعض الدول الإسلامية والأوروبيّة، وتفرعت من طريقته العديد من الطرق الأخرى، أشهرها: البرهامية، والشهاوية البرهامية، والدسوقية المحمدية في مصر، والبرهانية الدسوقية الشاذلية بالسودان، وهي طريقة محظورة في مصر؛ لتكفير الأزهر لها.
يُقام له في مدينة دسوق احتفالان سنوياً، أحدهما في شهر أبريل يُسمى بالمولد الرجبي أو الرجبية، والثاني في أكتوبر وهو الاحتفال بمولده الذي يُعد من أكبر الاحتفالات الدينية في مصر؛ حيث يزور مسجده الكائن بقلب المدينة أكثر من مليون زائر في المتوسط -خلال أسبوع الاحتفال- من داخل مصر وخارجها. مكانة القطب الدسوقي وطريقته كانتا من الأسباب المهمة لتصبح دسوق عضوة في منظمة العواصم والمدن الإسلامية.

## نسبه ومولده

### نسبه

لافتة رخاميّة موضوعة على باب ضريح الدسوقي موضحه نسبه ومكانته لدى أتباعه.

أجمع علماء الأنساب والمؤرخون كافة على اتصال نسب القطب الدسوقي بالحسين بن علي بن أبي طالب، فهو «إبراهيم الدسوقي بن عبد العزيز أبو المجد بن قريش بن محمد المختار بن محمد أبو النجا بن علي زين العابدين بن عبد الخالق بن محمد أبو الطيب بن عبد الله محمد الكاتم بن عبد الخالق بن أبو القاسم جعفر الزكي بن علي الهادي بن محمد الجواد بن علي الرضا بن موسى الكاظم بن جعفر الصادق بن محمد الباقر بن علي زين العابدين بن الحسين بن علي بن أبي طالب  زوج السيدة فاطمة الزهراء بنت النبي محمد».
أما نسبه من والدته فهو ابن السيدة فاطمة بنت أبي الفتح الواسطي  خليفة أحمد الرفاعي في مصر، والذي لعب دوراً كبيراً في تأسيس بنيان الطرق الصوفية في مصر، كما أنه من شيوخ أبي الحسن الشاذلي.
أما بالنسبة للقب «الدسوقي» فقد لقب به نفسه؛ نسبة إلى مدينة دسوق بمصر  التي ولد ونشأ بها، فلفظ دسوق لفظ عربي، أصلها من مادة دَسَقْ، وهو امتلاء الحوض بالماء حتى يفيض، فيطلق على الأحواض الصغيرة دُسُق ودُسوق، ويقول العرب «ملأت الحوض حتى دسق»؛ أي امتلأ حتى ساح ماؤه، و«الديسق» هو الحوض الملآن، ويطلق أيضاً على وعاء من أوعية العرب والخوان من الفضة، و«أدسقه» أي ملأه.

### مولده

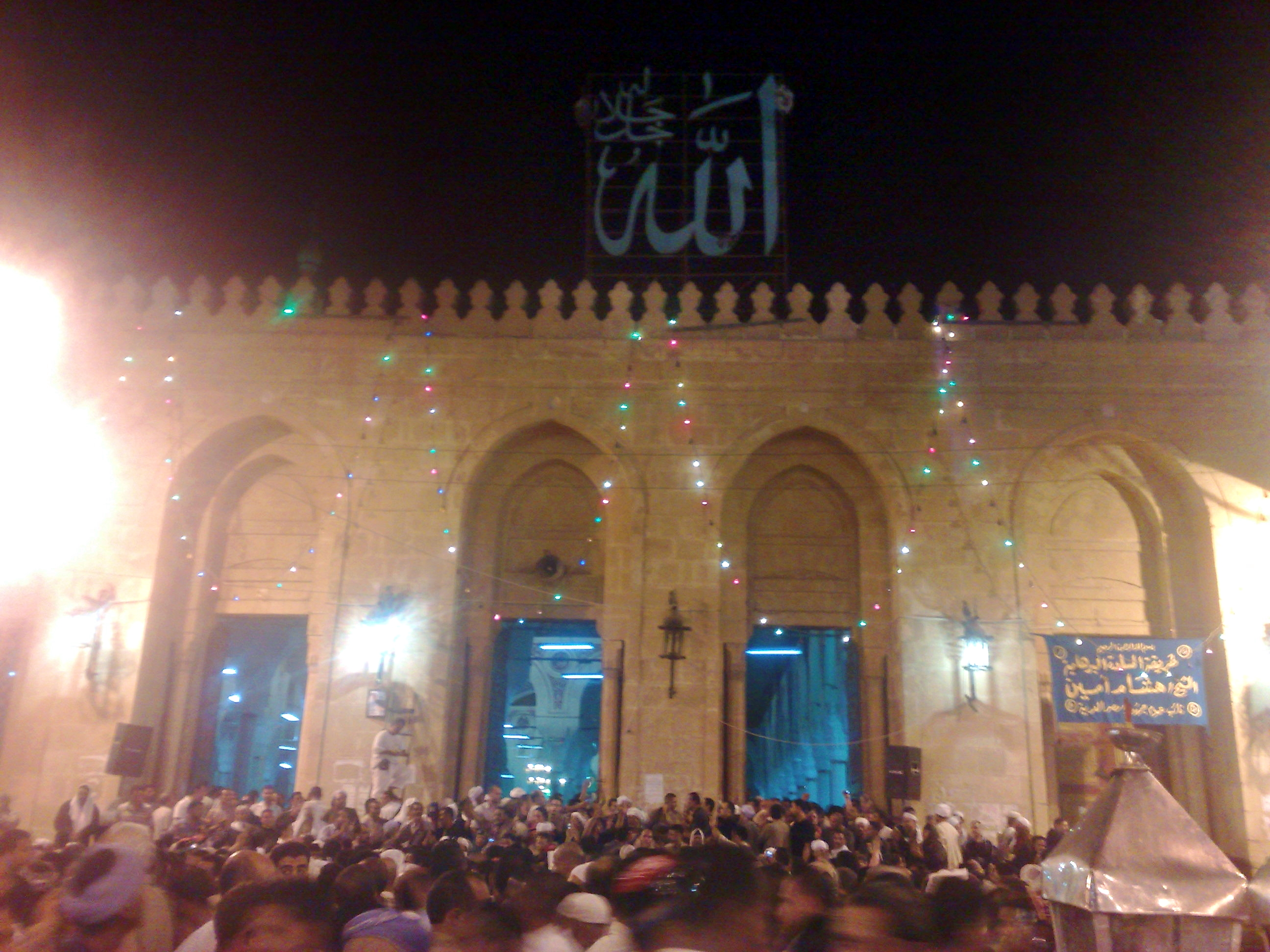
زحام شديد أمام الأبواب الرئيسية لمسجد سيدي إبراهيم الدسوقي في الليلة الختاميّة للاحتفال بذكرى مولده في 21 أكتوبر 2010.

تقول الصوفية أن إبراهيم الدسوقي بُشِر بمولده قبل أن يولد، فكان هناك بقرية سنهور المدينة جنوب شرق مدينة دسوق شيخ من كبار الصوفية وقتها اسمه محمد بن هارون، وكان على صلة وطيدة بوالد الدسوقي «أبي المجد عبد العزيز»، فكلما رأى ابن هارون أبا المجد قام له وشدّ على تكريمه إياه، حتى لاحظ أصحابه ذلك وسألوه عن سبب ذلك؛ فقال لهم: أن في ظهره ولياً يبلغ صيته المشرق والمغرب، وبعد ذلك بمدة رأوه قد ترك القيام فسألوه عن السبب؛ فقال لهم: أن القيام لم يكن لشخص أبي المجد بل لبحر في ظهره، وقد انتقل إلى زوجته.
وقد ولد -على أرجح الأقوال- في يوم 30 شعبان عام 653 هـ بمدينة دسوق  في عهد الملك المعز عز الدين أيبك السلطان الأول للدولة المملوكية، وقيل أنه في ليلة مولده ظهرت له أول كرامة؛ حيث كان ابن هارون حاضراً عند أبي المجد والد الدسوقي في الليلة التالية للتاسع والعشرين من شعبان؛ حيث اتفق وقوع الشك في هلال رمضان، وفي هذه الحالة لا يعرف إن كان المسلمون سيصومون في اليوم التالي أم لا، فسأل ابن هارون أم الدسوقي عن إذا كان رضع في هذا اليوم، فقالت: أنه منذ أذان الفجر لم يرضع، فقال لها: ألاتحزن فسوف يرضع -الدسوقي- ثانية بعد أذان المغرب، ويعني بقوله أن الدسوقي قد صام، وعلى أساس معرفته بهذا الأمر؛ أمر الناس بالصوم.
وقد نًسب للدسوقي عن كرامته الأولى في كتابه الحقائق بأنه قال:
| إبراهيم الدسوقي | إن الفقير مَنّ الله عليه من ظهر أبيه ولطف به في الأحشاء، فحين وضعتني أمي كنت مبشراً في ذلك العام بالصيام، ولم ير الهلال، وإن ذلك أول كرامتي من الله. | إبراهيم الدسوقي |

### الاحتفال بمولده

موكب الطريقة البرهانية المحظورة في مصر للاحتفال بذكرى مولد الدسوقي، ولذلك تعمل تحت اسم «البُرهامية»، رغم تشابه الاسم مع طريقة أخرى متفرعة من الدسوقية تُسمّى الطريقة البرهامية أيضاً.

يُقام بمدينة دسوق احتفال سنوي بمولد إبراهيم الدسوقي في شهر أكتوبر يستمر لمدة أسبوع وسط إجراءات أمنية مشددة، ويحتفل بالذكرى سبعٌ وسبعون طريقة صوفية من مختلف أنحاء العالم،؛ حيث يزور المدينة في هذا الوقت من العام أكثر من مليون زائر  من مختلف محافظات مصر وبعض دول العالم، ويُعد من أكبر احتفالات الموالد في مصر. فمن مظاهر الاحتفال، أن يمتطي خليفة المقام الإبراهيمي حصاناً، ويُزف به في معظم شوارع دسوق بعد صلاة العصر في اليوم الختامي للاحتفال.
ويُقام أيضاً احتفال سنوي بالمولد الرجبي  في أواخر أبريل أو أوائل مايو من كل عام، ويقام لمدة أسبوع أيضاً.
وهذه الاحتفالات عند غير الصوفية من أهل السنة تعتبر من البدع الُمنكرة؛ وفي ذلك يُستشهد بحديث النبي محمد: «لاَ تُشَدُّ الرِّحَالُ إِلاَّ إِلَى ثَلاَثَةِ مَسَاجِدَ: المَسْجِدِ الْحَرَامِ ،وَمَسْجِدِي هَذَا، والمسْجِدِ الأَقْصَى»، فمنع من السفر إلى مسجد غير المساجد الثلاثة، فغير المساجد أولى بالمنع؛ لأن العبادة في المساجد المذكورة أفضل في غيرها. وبما أن مسجد الدسوقي يحتوي على ضريحه، فالراجح أنه لا يجوز السفر إليه لغرض الصلاة، ولا يجوز الصلاة فيه من الأساس؛ لأنه لا يجوز بناء الأضرحة على القبور. أما السفر إلى الضريح لأجل التبرك  أو الدعاء والاستغاثة  والتوسل لساكنيها  أو النذر  والذبح  فيُعَد من الشرك بالله. وفي ذلك يقول القرآن: ﴿وَأَنَّ الْمَسَاجِدَ لِلَّهِ فَلَا تَدْعُوا مَعَ اللَّهِ أَحَدًا ۝١٨﴾. ويقول أيضاً: ﴿قُلِ ادْعُوا الَّذِينَ زَعَمْتُمْ مِنْ دُونِهِ فَلَا يَمْلِكُونَ كَشْفَ الضُّرِّ عَنْكُمْ وَلَا تَحْوِيلًا ۝٥٦﴾، وأيضاً: ﴿قُلِ ادْعُوا الَّذِينَ زَعَمْتُمْ مِنْ دُونِ اللَّهِ لَا يَمْلِكُونَ مِثْقَالَ ذَرَّةٍ فِي السَّمَاوَاتِ وَلَا فِي الْأَرْضِ وَمَا لَهُمْ فِيهِمَا مِنْ شِرْكٍ وَمَا لَهُ مِنْهُمْ مِنْ ظَهِيرٍ ۝٢٢ وَلَا تَنْفَعُ الشَّفَاعَةُ عِنْدَهُ إِلَّا لِمَنْ أَذِنَ لَهُ حَتَّى إِذَا فُزِّعَ عَنْ قُلُوبِهِمْ قَالُوا مَاذَا قَالَ رَبُّكُمْ قَالُوا الْحَقَّ وَهُوَ الْعَلِيُّ الْكَبِيرُ ۝٢٣﴾.

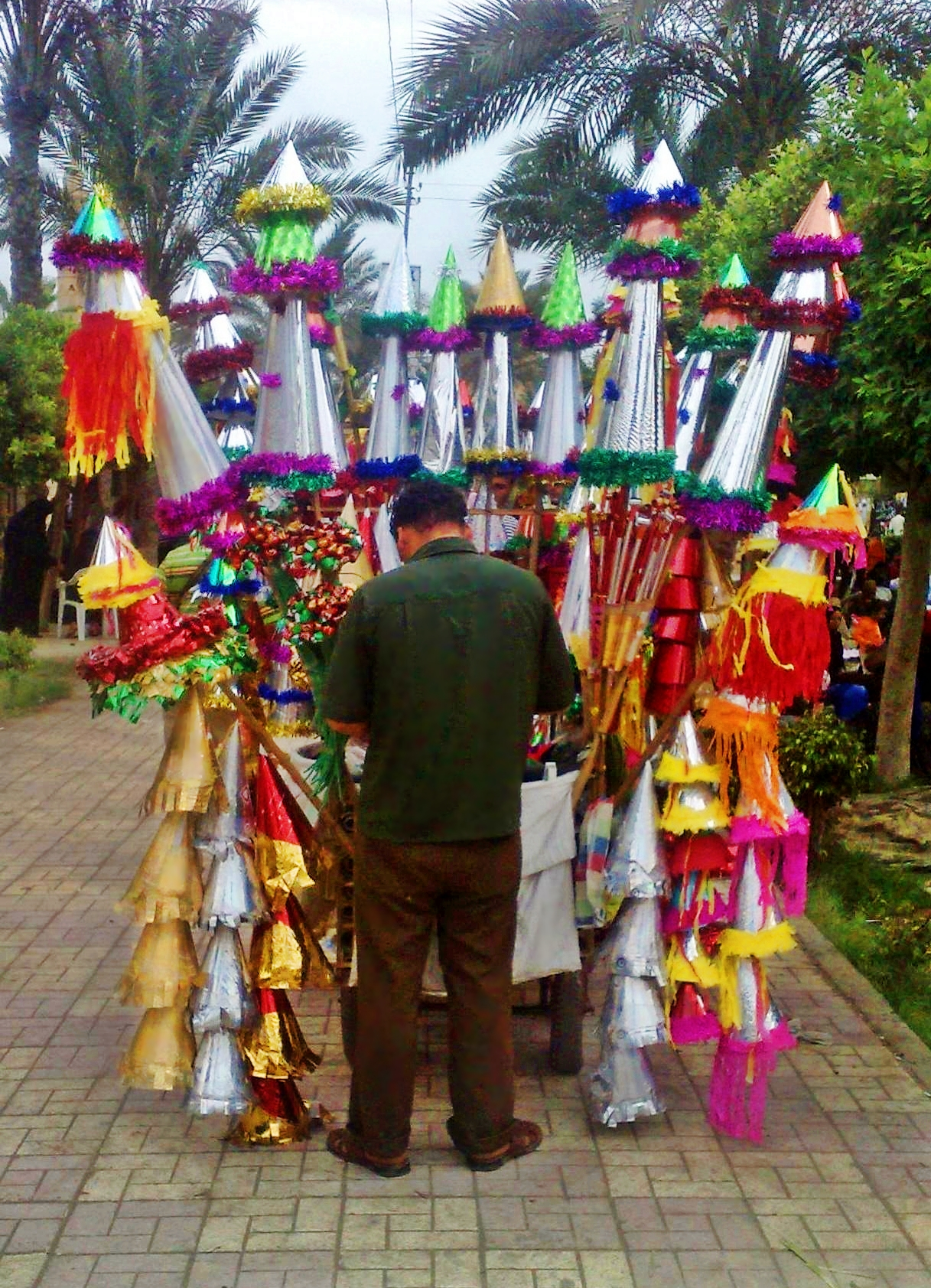
بائع قبعات ملونة (طراطير) وسط حدائق الميدان الإبراهيمي.
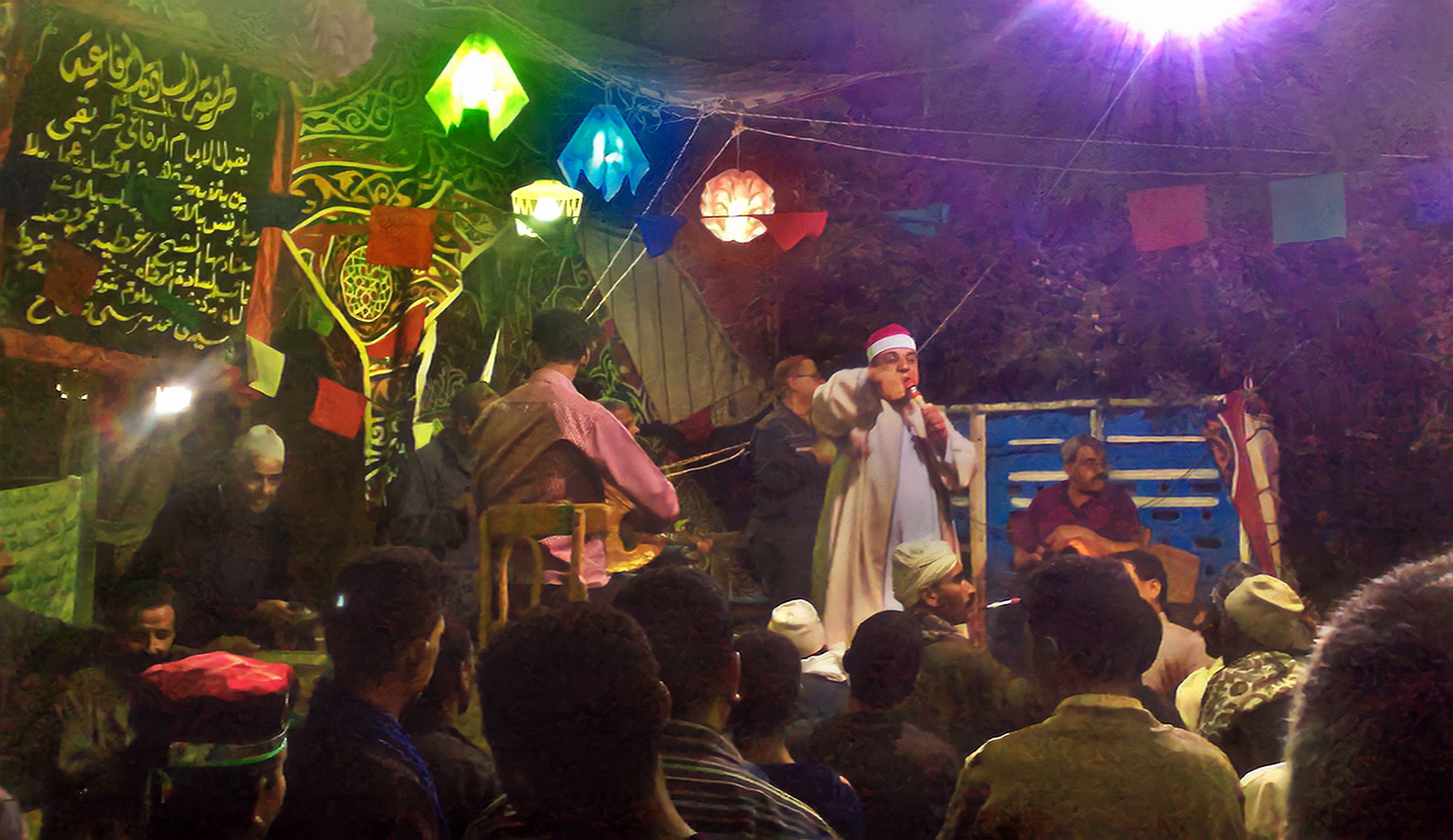
الشيخ «يوسف فؤاد» يُنشد في إطار الاحتفال بالليلة الكبيرة لمولد الدسوقي بحي المستعمرة.
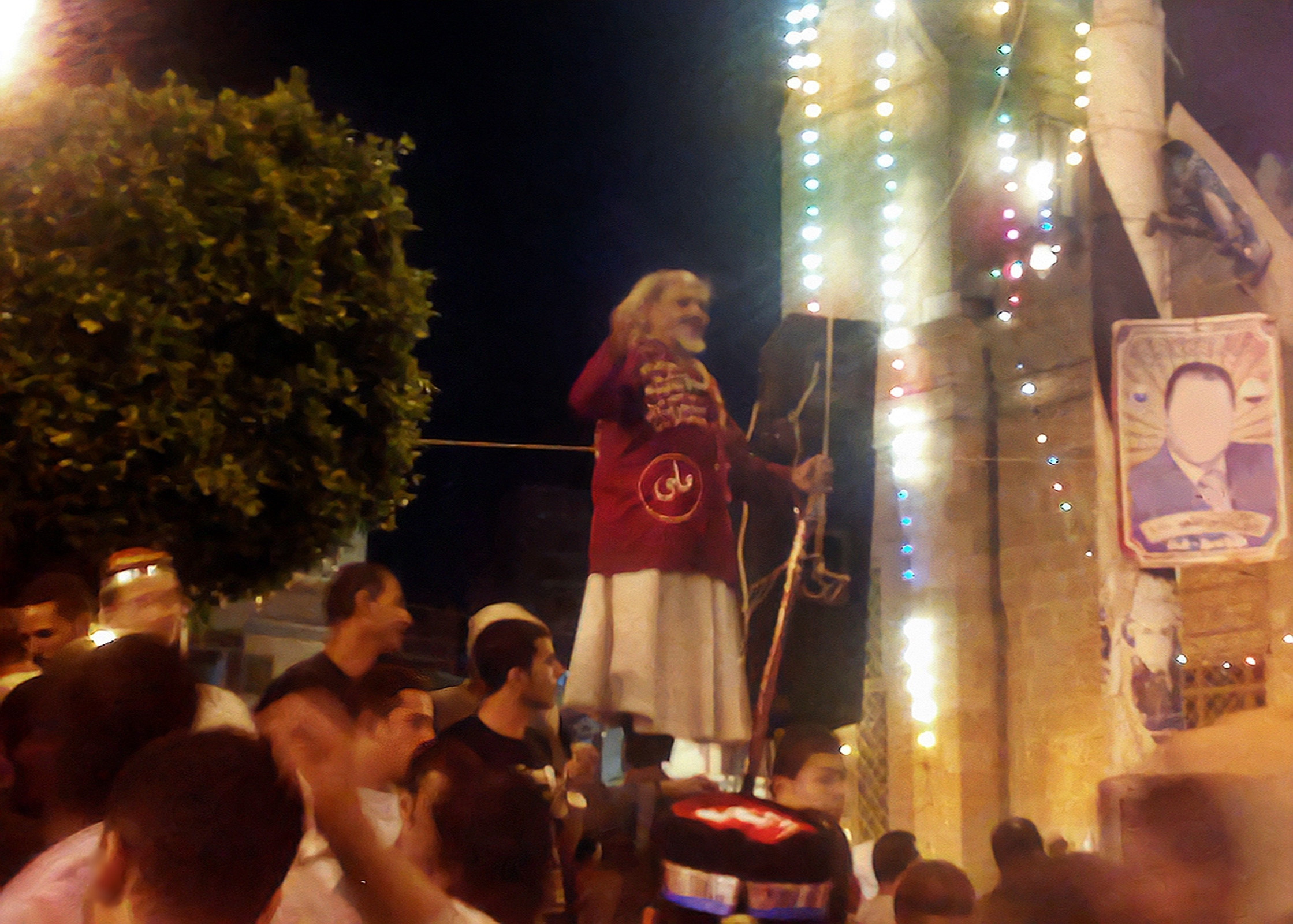
أحد الدراويش يحتفل مع الناس بالليلة الكبيرة (الختامية) لذكرى المولد أمام المسجد الإبراهيمي.
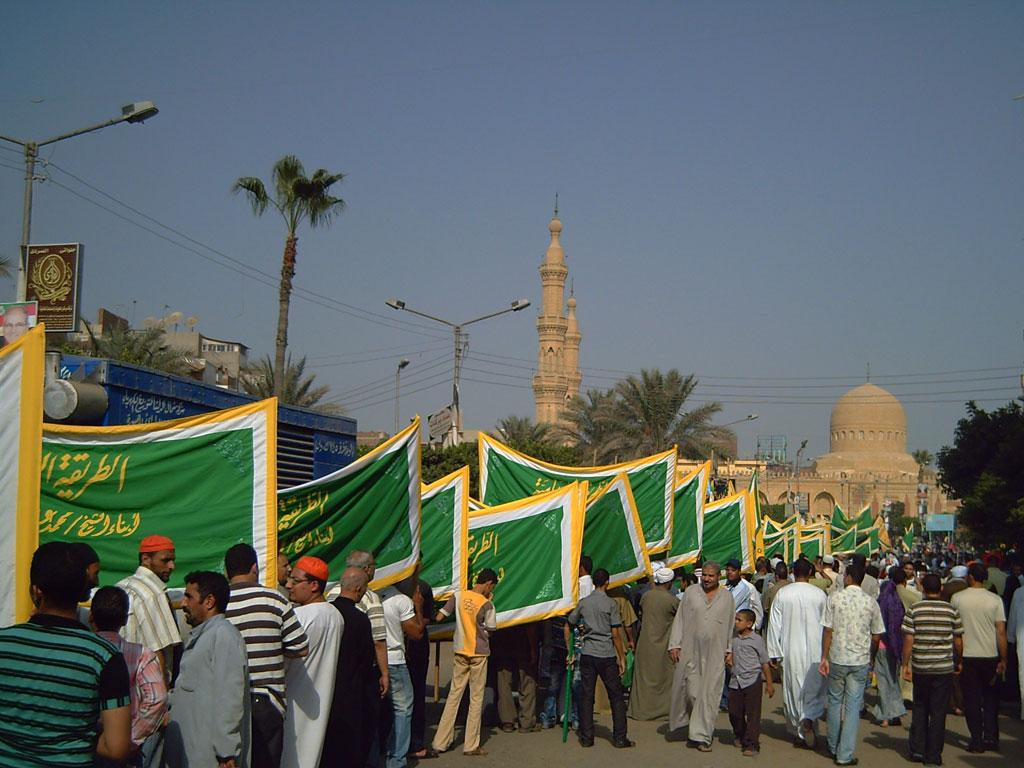
موكب الطريقة البُرهانية الدسوقية المحظورة في الميدان الإبراهيمي أمام المسجد في اليوم الختامي للاحتفال.
أمسية احتفالية بمدينة دسوق بمناسبة مولد الدسوقي بحضور عدد من قيادات المدينة والمحافظة وقيادات الطرق الصوفية وضيوف من دول عربية وأجنبية.

## حياته

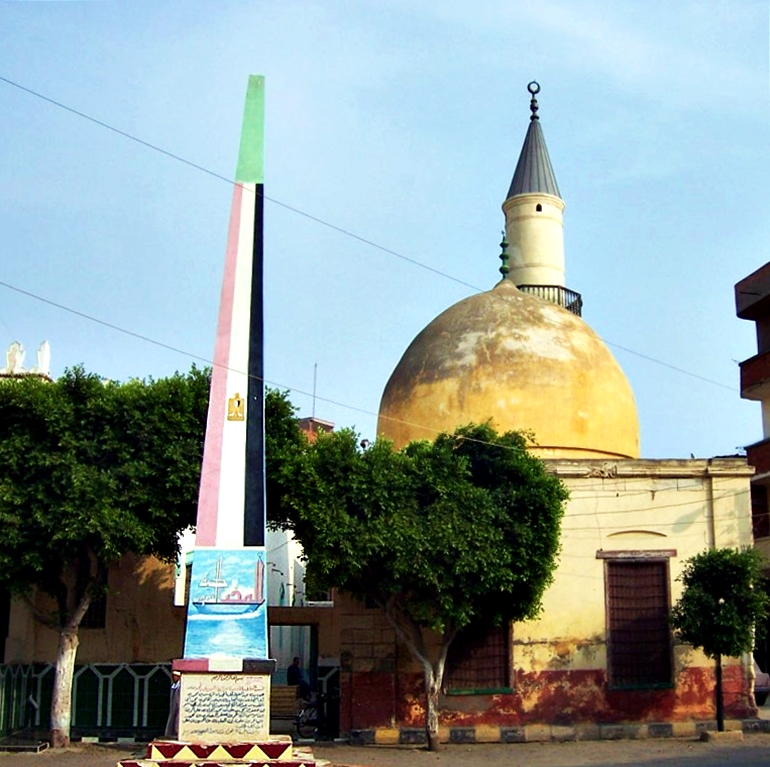
مسجد أبو المجد بقرية المجد -مرقس قديماً- حيث دفن الدسوقي والده في هذا المكان.

يقول معظم أتباع الدسوقي أن شيخهم لما بلغ من العمر سنة؛ أقعد أرواح أولياء الله الطيارة في الأرض، ولما بلغ سنتين؛ علّم المسلمين من الجن قراءة القرآن، ولما بلغ التاسعة من عمره؛ فك رموز وطلاسم السماء، ولما بلغ اثنتي عشر سنة؛ نقل مريديه -أي التواقين إلى حضور مجالس علمه- من النار إلى الجنة، ولما بلغ ثلاث عشرة سنة؛ أصبحت الدنيا كلها كالخاتم في اصبعه يقلبها كيف يشاء، ولما بلغ خمس عشرة سنة؛ خاطب الملاك جبريل (جبرائيل)، ولما بلغ ست عشرة سنة جاوز سدرة المنتهى في السماء السابعة، ولما بلغ من العمر سبع عشرة سنة؛ رأى ما خطه القلم في اللوح المحفوظ  وما يخطه مرأى العين.

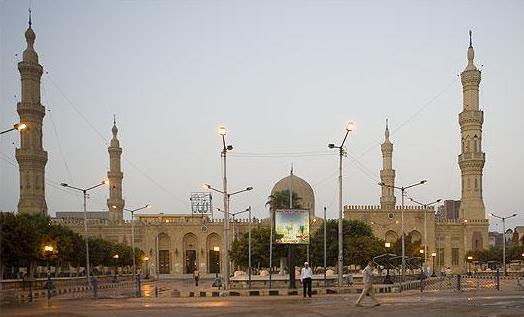
مسجد سيدي إبراهيم الدسوقي، الذي بُني كزاوية صغيرة بأمر من الظاهر بيبرس، وأصبح مساحته الآن 7000م² بجانب مكتبة إسلاميّة كبرى وصالون لكبار الزوار.

وقد دخل خلوته في سن ثلاث سنين ليتعبد، وخرج منها في سن ثلاث وعشرون سنة ليدفن والده أبو المجد بقرية مرقس  بلدة والده المقابلة لمدينة دسوق في الضفة الغربية لنهر النيل - فرع رشيد  فحلف عليه بعض الفقراء والمساكين ألا يدخلها، فجلس تجاهها فعطلت أحوال سائر الناس واشتغلوا بالنظر إليه، وبسبب ذلك أرخى برقعاً على وجهه.
ولذلك منسوب له أبيات من الشعر عن نشأته تقول:
| نعـم نشـأتي في الحـب من قـبل آدم |  | وسـرّي في الأكوان من قبل نشأتي  |
| على الدرة البيضاء كان اجتماعنا   |  | وفي قاب قوسـين اجـتماع الأحـبة |
| وكُــــلّ وليّ للإلـــــه مؤيـــــدٌ |  | يـــشهد أني ثـابت في ولايـــتي |
| أنا القطب شيخ الوقت في كل مذهـب  |  | أنا السيد البرهان شيخ الحقيقة  |

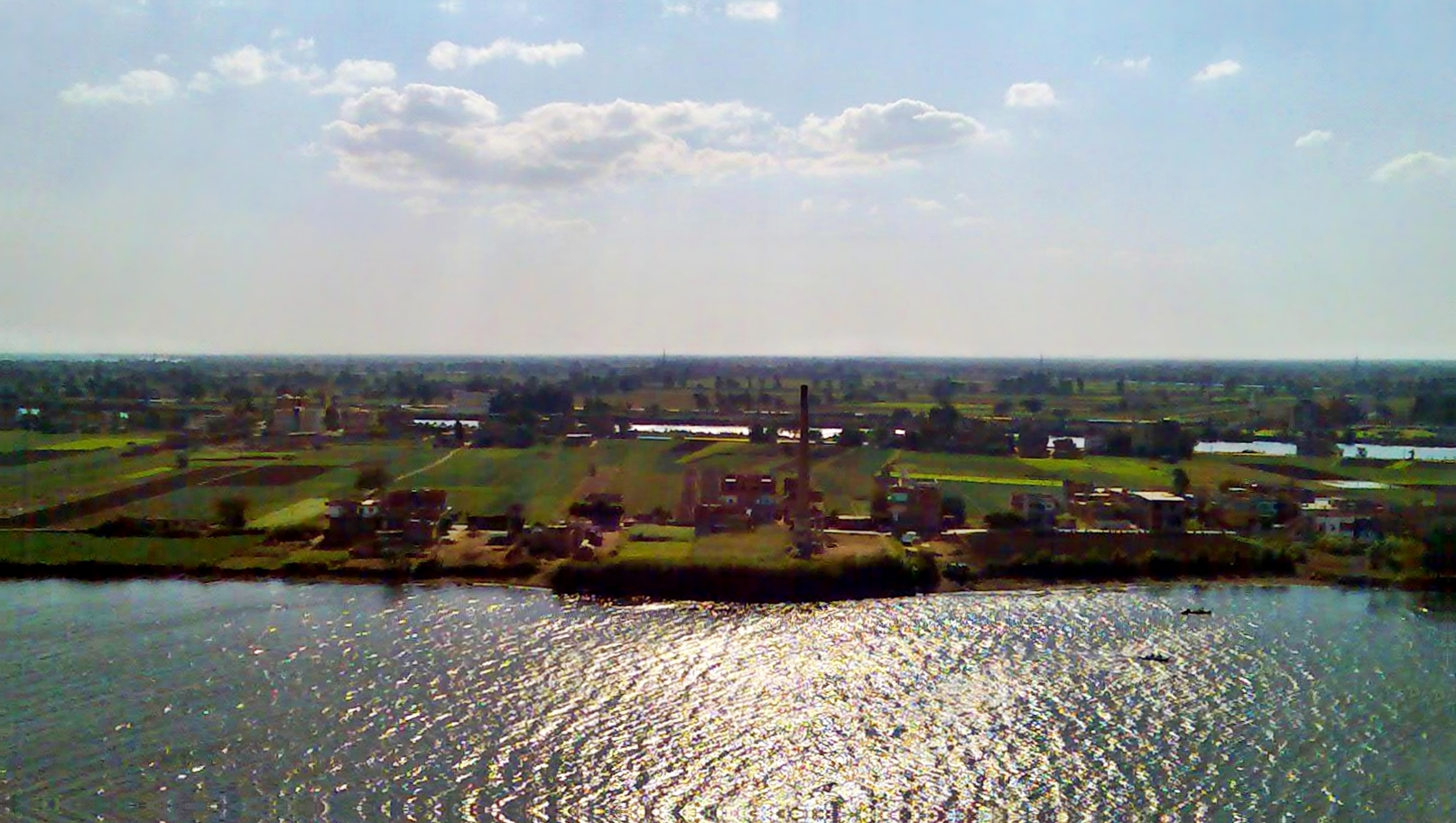
جانب من جزيرة الرحمانية المقابلة لدسوق، فقد طلب الدسوقي من السلطان خليل أن يوهب نصفها لفقراء المدينة.

وقد سطع نجمه في العلوم والمعارف وانتشرت طريقته حتى وصل صيته إلى كل أرجاء البلاد، منذ أن ترك الخلوة وتفرغ لتلاميذه، ولما سمع السلطان الظاهر بيبرس البندقداري بعلم الدسوقي وتفقهه وكثرة أتباعه والتفاف الكثيرين حوله، أصدر قراراً بتعيينه شيخاً للإسلام، فقبل المنصب وقام بمهمته، وكان يهب راتبه من هذه الوظيفة لفقراء المسلمين، كما قرر السلطان بناء زاوية يلتقي فيها الشيخ بمريديه يعلمهم ويفقههم في أصول دينهم، وهي مكان مسجده الحالي، وظل الدسوقي يشغل منصب شيخ الإسلام حتى توفي السلطان بيبرس، ثم اعتذر عنه ليتفرغ لتلاميذه ومريديه.

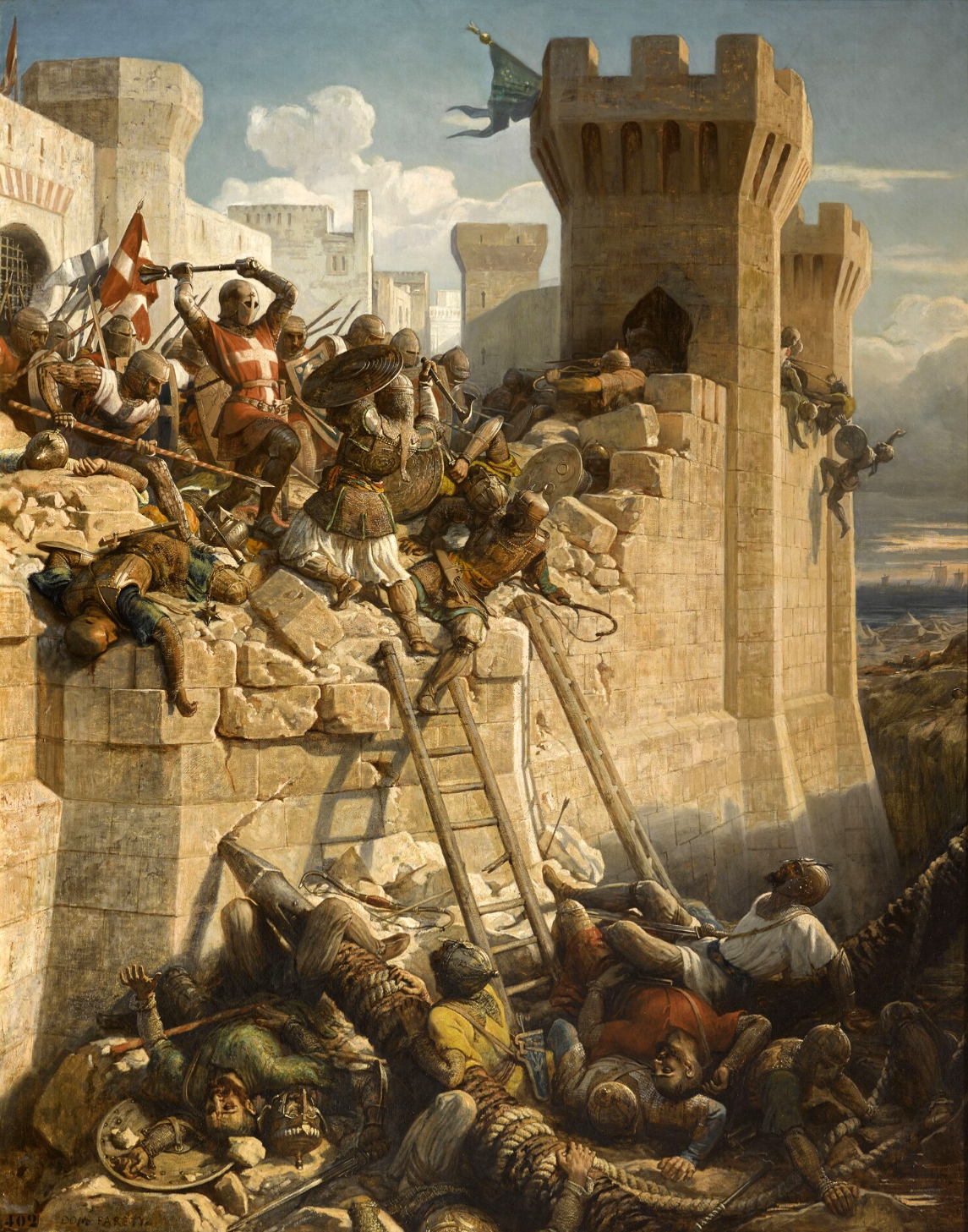
حصار عكا بقيادة الأشرف خليل عام 1291م، فهذا ما بشر به الدسوقي على حسب كلام المتصوفة.

وقد حدث صِدام بين الدسوقي والملك الأشرف خليل بن قلاوون بعد توليه حكم مصر، بسبب فرض الحاكم المزيد من الضرائب الغير مبررة على رعايا الدولة، فبعث له الدسوقي رسائل ينصحه فيها ويزجره ويطلب منه الرحمة بالناس وإقامة العدل. فروى المبغضون للدسوقي ووشوا به عند السلطان، وأغروه بقتله حتى لا يُحدِث فتنة في البلاد، فبدأوا بإرسال طرد من شهد مسموم كهدية من السلطان للدسوقي، فتسلم الدسوقي الهدية ثم جمع فقراء المدينة، وقال لهم: «هذا شهد إن شاء الله تعالى، كُلوه ولا مبالاة بإذن الله». فأكله الفقراء ولم يؤثر في أحد  بحسب ما روُي في كتب الصوفية.
وفي المرة التالية أرسل له السلطان أحد الأمراء ليقابله، وهو الأمير عز الدين. فركب الأمير إلى دسوق، فلما وصل؛ نصب خيمته على شاطئ النيل، وأرسل أحد أتباعه ليستدعي الشيخ للمثول بين يديه، فأرسل الشيخ من قبله من يقول له: «اجلس في خيمتك». فلم يقدر الأمير على الحركة وأصبح مشلولاً، وأبطأ خبره علي السلطان، وكثرت الشائعات وأصبحت المسألة مسألة تتعلق بكرامة السلطان وهيبته التي أصبحت في الميزان، فإما أن يقتل الشيخ أو يذله على الأقل، وإما أن يعترف بأنه أقل من أن يخضع أحد رعاياه لسلطانه.
وأرسل السلطان وفداً من قبله ومعهم سَبَّاع يرافقه سبع يلقي إليه من يغضب عليهم السلطان، ولما وصلوا إلى دسوق وعلموا بأمر الأمير، قصدوا خلوة الشيخ، فلما اقتربوا من خلوته خرج لهم الدسوقي، فهاج الأسد وقطع الطوق من رقبته وذهب شطره، فخشي عليه مريدوه، فطمأنهم قائلاً: «إنه لا يفترس إلا الغافل». وحسب ما تقول الروايات أن الأسد كاد أن يفترس الوفد المرافق له، وجرت أمور بعد ذلك علم منها السلطان أنه وقع في حبائل الوشاة، ورأى السلطان إنه من الأفضل أن يسافر إلى دسوق ليتعذر للدسوقي عما حدث، ثم عرض عليه ما شاء من العقار والمال، فرفض أن يطلب شيئاً لنفسه، وطلب من السلطان أن يترك نصف جزيرة الرحمانية المواجهة لدسوق للفقراء ينفقون منها على مصالحهم، فوافق. فبشره الشيخ بالنصر على الصليبيين في عكا. ويقول المتصوفة إن بعد رجوع السلطان من عكا منتصراً، أصبح يكاتب الدسوقي، ويبدأ رسالاته بعبارة "مملوكك خليل".

### نقد
يرى بعض الصوفيين أن الدسوقي يمكن تصوره مُسلماً طيباً مُباركاً، علمه والده واهتم به منذ أن كان صغيراً، وكان نبوغه ظاهراً للجميع، خصوصاً بعد أن أتم حفظه القرآن وتفقّه على مذهب الشافعي، لذلك بُنيت له خلوة بدسوق مكان ضريحه الآن.

## صلته بالصوفيّة

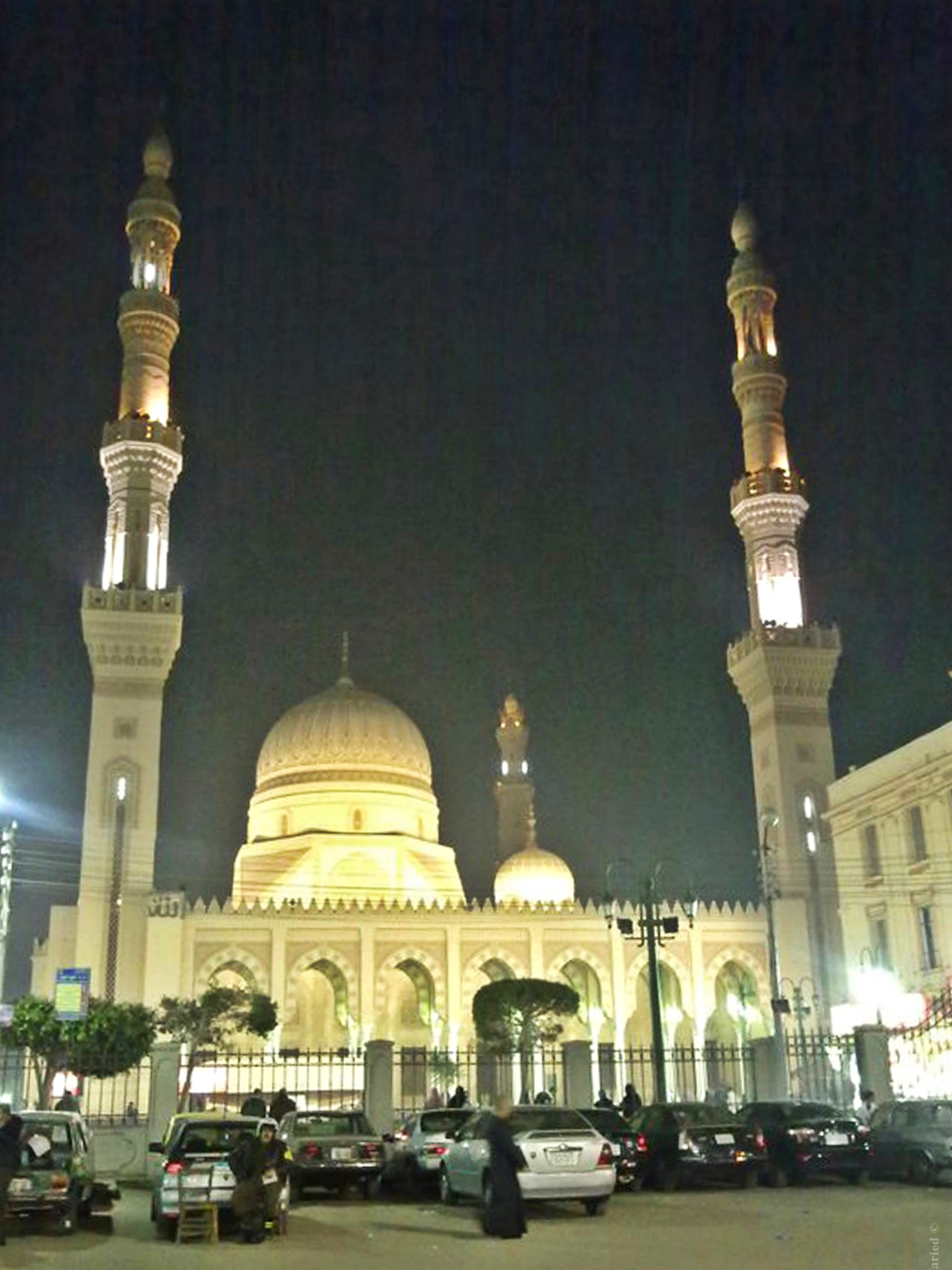
مسجد أحمد البدوي بمدينة طنطا.

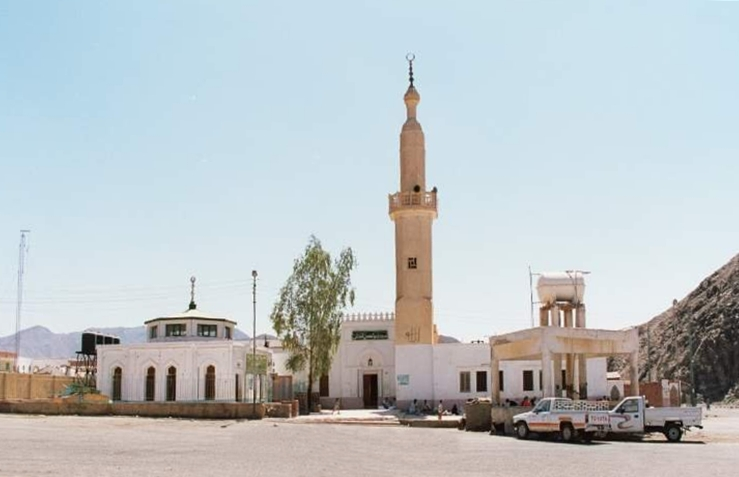
مسجد أبو الحسن الشاذلي بمنطقة وادي حميثرة في محافظة البحر الأحمر.

كان لإبراهيم الدسوقي صلة وطيدة بالصوفية، حيث كانت له صلة بالطريقة الرفاعية من جهة أبيه، فكان أبوه من أعيان خلفاء أبي الفتح الواسطي، وقد ألبس خرقته  لولديه موسى وإبراهيم.
أما الطريقة الشاذلية، فقد يُفهم من كلام إبراهيم الدسوقي المنسوب إليه أن له صلة وطيدة بينه وبين أبو الحسن الشاذلي، إذ يقول:
| إبراهيم الدسوقي | أنا فككت طلاسم سورة الأنعام التي لم يقدر على فكها الشاذلي خالي. | إبراهيم الدسوقي |

ويقصد الدسوقي بأن الشاذلي خاله في الطريقة وليس بالنسب. وقد نسبه بعض علماء الطريقة الشاذلية إليهم، مثل:
- «الحافظ أبو الفيض محمد مرتضى الزبيدي».
- «الحسن بن الحاج محمد الكوهن الفاسي»، الذي نسبه إليهم بقوله عنه: «سيدي إبراهيم الدسوقي الحسيني الهاشمي الشاذلي».
- «أبو المعارف محمد عبد الرحيم النشابي الحسني الشاذلي»، وقد قال أن «الشاذلي مشيشي، والدسوقي شاذلي».[89]

أما صلته بالطريقة البدوية كانت تظهر في صلته بأحمد البدوي نفسه في طنطا عن طريق مريدي كلا منهما، إذ كان هؤلاء يتولون تبليغ ما يطلب منهم فيترددون ما بين مدينتي دسوق وطنطا، وقيل أن البدوي بعث إلى الدسوقي ما نصه:
| إبراهيم الدسوقي | أما سمعت وعلمت أننا أخذنا العهود والمواثيق على بعضنا؟، أما سمعت وعلمت أن الله حرّم خيرا الدنيا والآخرة على من يفرق بيننا؟، أما سمعت وعلمت أن الله لعن من يقول هذا على طريقة وهذا على طريقة؟، أما تعلم أن الله لعن من يقول هذا له مجلس ذِكر؛ وهذا ليس له مجلس ذِكر؟، أما تعلم أن الله تعالى فتح على من لم يفرق بيننا؟. | إبراهيم الدسوقي |

وصلة البدوي بالدسوقي تظهر أيضاً في اشتمال حزب الدسوقي الكبير على كلمات كثيرة من حزب البدوي، وهذا يدل على وجود رابطة روحية قوية بين هذين القطبين من وجهة نظر الصوفية.

## تصوفه
| ليس التصوف لبس الصوف، ورقيق صفاته ورونق بهجته ترقية لا تحصل إلا بالتدرج. |
| —إبراهيم الدسوقي                                                         |

الدسوقي له رأي واضح في التصوف، فمن الجانب الروحي؛ أشار إلى أن ليس مكنون التصوف الحقيقي هو لبس الصوف فقط، ولكنها تدرجاً روحانياً للوصول إلى حقيقة التصوف ذاته، فلا حاجة إلى لبس الصوف الخشن لإنسان قد وصل إلى مقامات اللطافة وخرج من مقامات الرعونة، وعاد ظاهره الحسي إلى باطنه الإلهي، فيكون بذلك قد وصل إلى حقيقة التصوف بالتدرج والترقية. وكان دائماً ينصح مريديه بضرورة صفاء نفوسهم وتجردها من كل الأوصاف الدنيئة، لكي يتم ترقيتهم إلى المقامات العليا.
ويظهر في الجانب النظري لتصوف الدسوقي في شِعره الذي يوضح أنه أحد القائلين بالحقيقة المحمدية، بل وصل إلى أبعد من ذلك، فالنبي محمد في رأي الدسوقي هو قبضة من نور الله، أي أنه ليس بشراً، بل هو جزء من ذات الرب، كان يحيا كملك في الملكوت قبل خلق آدم، فلما خلق الله آدم حَلّت فيه الحقيقة المحمدية ثم انتقلت إلى ابنه شيث ثم إلى إدريس النبي، وظلت ذلك النور المحمدي ينتقل من نبي إلى نبي حتى وصلت إلى النبي محمد، باعتباره خاتم الأنبياء؛ انتقلت إلى علي بن أبي طالب ثم إلى ابنه الحسن، وانتقلت من قطب إلى قطب حتى ظهر القطب الدسوقي، فحلّ فيه ذلك النور أو الحقيقة المحمدية كما حلّت في النبيين من قبل، ولكنها اتخذت اسماً جديداً، فأصبح من يحل فيه ذلك النور يُسمّى قطباً، وهو آخر الأقطاب ورئيسهم.
|                                 |  |                               |
| أنا كنت في العلياء من نور أحمد  |  | على الدرة البيضاء في خلويتي   |
| أنا كنت في رؤيا الذبيح فداءه    |  | بلطف عنايات وعين حقيقتي       |
| أنا كنت مع عيسى على المهد ناطقاً |  | وأعطيت داوداً حلاوة نغمتي      |
| أنا كنت مع نوح بما شهد الورى    |  | بحاراً وطوفاناً على كف قدرة     |
| أنا القطب شيخ الوقت في كل حالة  |  | أنا العبد إبراهيم شيخ الطريقة |
| —جزء من تائية الدسوقي           |  |                               |

ويظهر في كلامه المنسوب إليه وحدة الشهود، أي اختلط عليه التعبير عن النفس بالتعبير عن ذات الله، حيث قال:
| وما شاهدت عيني سوى عين ذاتها |  | لأن سواها لا يلم بفكرتي    |
| بذاتي تقوم الذات في كل ذروة  |  | جدد فيها حلة بعد حلة       |
| أنا موجد الأشياء من غير حاجة |  | بكره كون الكون من غير آلتي |

وقد يظهر أيضاً وحدة الوجود، مُشابهاً محيي الدين بن عربي، فقد قال في تائيته:
| أتدري من أنا قلت أنا يا |  | مناي أنا إذ كنت أنت حقيقتي |
| فقال كذلك الأمر إذا     |  | تغيبت الأشياء كنت كنُسختي   |

ويظهر أيضاً شبهة القول بالحلول، أي الإيمان بثنائية الطبيعة الإلهية، فالرب -عنده- له طبيعة إلهية وتُسمّى اللاهوت، وطبيعة بشرية تُسمَّى الناسوت، وبمقتضاها يحل اللاهوت في الناسوت  فيتحدان معاً، حيث قال:

| أنا الواحد الفرد الكبير بذاته |  | أنا الواصف الموصوف بذاته |

إلا أنه نفاها هنا بقوله:

| فأوصلت ذاتي باتحادي بذاته |  | بغير حلول بل بتحقيق نسبتي |

أما الجانب العملي من تصوفه، فكان يشير إلى العمل بأحكام القرآن والسنة، وإقامة الصلاة، وإيتاء الزكاة، وصوم رمضان، وحج البيت. ويقوم على اصطناع المكابدة والمجاهدة وسلك طريق النسك والزاهدين، وذلك بالإكثار من الصيام والقيام والذِكر وقراءة القرآن، وبالتسبيح والتقديس والدعاء والابتهال، بجانب الزهد في الدنيا والترفع عن اللذائذ والشهوات، والابتعاد عن ضروب اللهو، وأن يرضى المريد بقضاء الله وقدره.

### رؤية أخرى
| اللهم إن كان أحد من أصحابي يفعل خلاف طريقي فلا تهلكني بذنوبهم، فيا أولادي إن كنتم أولادي وخالفتموني فأنتم كاذبون. |
| —إبراهيم الدسوقي                                                                                                  |

يقول بعض المتصوفة وغير المتصوفة من أهل السنة أن أبناء الطريقة الدسوقية وفروعها قد خالفوا طريق شيخهم الدسوقي، وبعدوا تماماً عن التصوف العملي السني الداعي إلى العمل بالقرآن والسنة النبوية. وأن الدسوقي كان يخشى من أتباعه هذه الأيام أن يدنسوا طريقته ويسيئوا إليها ببعدهم عن طريقه، فقد قال:
| إبراهيم الدسوقي | يا أولادي ناشدتكم بالله، لا تسيئوا إلى طريقي، ولا تلبسوا في تحقيق، ولا تدلسوا ولا تدنسوا، وإن كنتم صحبتمونا لتأخذوا مِنّا أوراقاً من غير عمل فلا حاجة لنا بكم. | إبراهيم الدسوقي |

وأن الدسوقي كان ينصح مريديه باتباع الشريعة الإسلامية بحذافيرها، والبعد عن البدع حسب ما هو مذكور في القرآن: ﴿وَمَا آتَاكُمُ الرَّسُولُ فَخُذُوهُ وَمَا نَهَاكُمْ عَنْهُ فَانتَهُوا وَاتَّقُوا اللَّهَ إِنَّ اللَّهَ شَدِيدُ الْعِقَابِ﴾  وقال النبي محمد في تلك الأمور:
| إبراهيم الدسوقي | إياكم ومحدثات الأمور، فإن كل محدثة بدعة، وكل بدعةٍ ضلالة. | إبراهيم الدسوقي |

أما بما يتعلق الأمر في اعتقاده بالحقيقة المحمدية، فيرى غير الصوفية أن هذا إفراط وغلو في النبي محمد، بل هي إحدى شطحات الدسوقي. ويردد البعض بأن هذا كفر محض لوصوله لدرجة تقرب لتأليه النبي محمد، وأن الصوفية والشيعة يلتقيان عند تلك النقطة في اعتقاد أن الحقيقة المحمدية أصل كل الموجودات، بجانب نظرية تتابع الأئمة عند الشيعة الإثنا عشرية بالمقارنة بتتابع الأنبياء ومن بعدهم الأقطاب. ويُشتبه في أخذهم عن فلسفة أرسطو. ونظرية القطبانية -التي يعد فيها الدسوقي قطب الأقطاب- لا تختلف في شيء عن مما قررته فلسفة أفلاطون.
وبالنسبة لوحدة الشهود ووحدة الوجود عند الدسوقي، فيقول البعض أن هذا المذهب يشبه السوفسطائية إلى حدِ كبير. كذلك يُعتقد أن مبدأ الحلول عقيدة زائفة منقولة غلواً في الدسوقي.

## كراماته

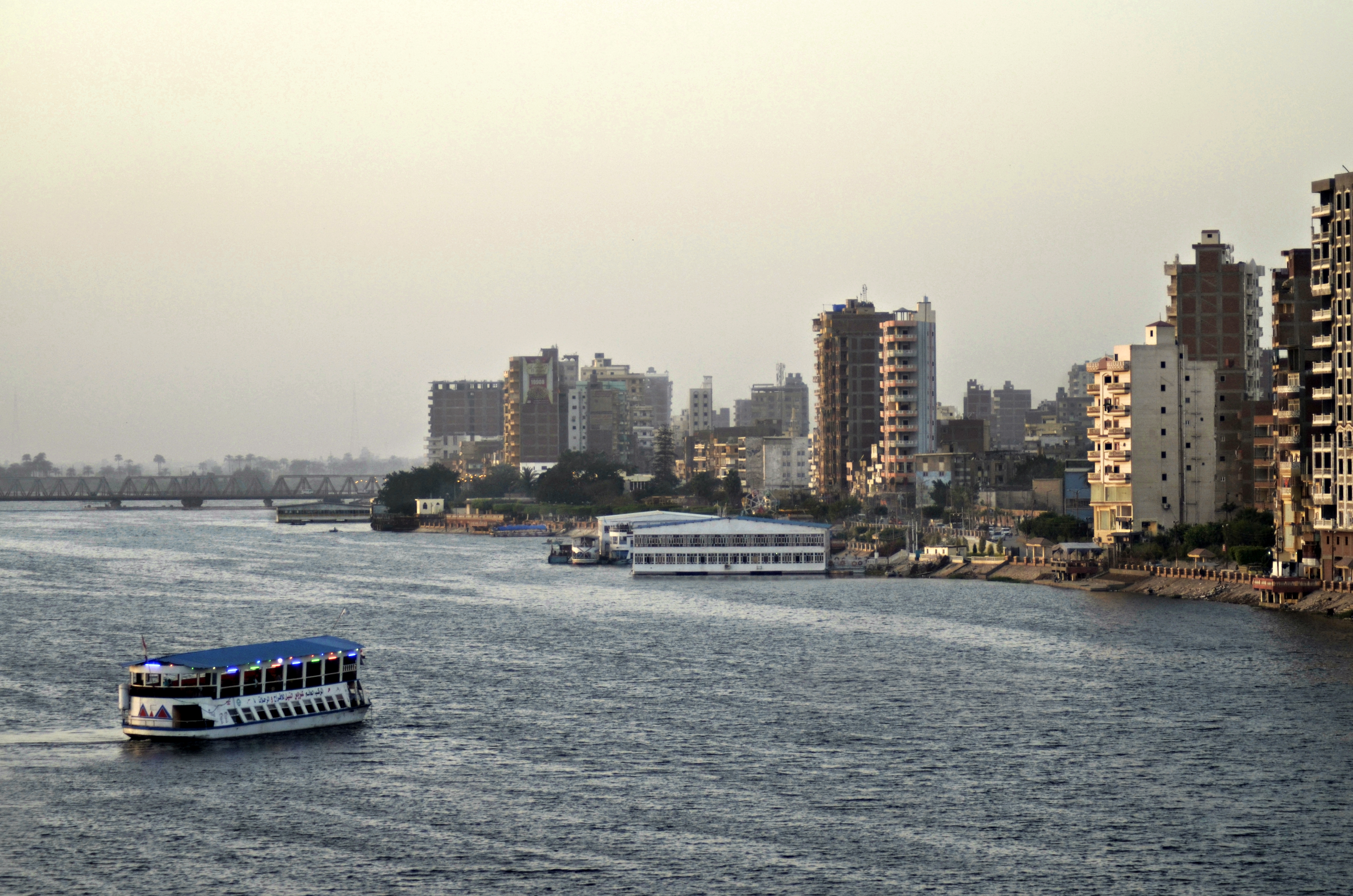
نهر النيل بمدينة دسوق الذي كان ينتشر به تمساح النيل قديماً، وهو الموقع الذي تم فيه كرامة التمساح المنسوبة للدسوقي.

رغم ما يُنسب للدسوقي من أقوال تظهر خشيته على أتباعه من الأتباع الكاذبين ومروجي الأساطير، إلا أنه ينسب له كثيرٌ من أتباعه العديد من الكرامات، وقد قال الدسوقي في هذا الصدد:
| إبراهيم الدسوقي | خواص الخواص جعلوا زواياهم قلوبهم، ولبسوا تقواهم، وخوفهم من ربهم ومولاهم، قد رفضوا الكرامات ولم يرضوا بها وخرجوا عنها لعلمهم أنها من ثمرة أعمالهم، فلم يطيروا في الهواء، ولم يمشوا على ماء، ولم يُسَخّر لهم الهواء، ولم تُبصبص لهم الأسود، ولم يضربوا بالأرض فيتفجر الماء، ولا لاَمسوا مجذوماً ولا أبرص فبرئ ولا غير ذلك، فخرجوا من الدنيا وأجورهم موفورة كاملة رضي الله عنهم أجمعين. | إبراهيم الدسوقي |

ومن الكرامات المنسوبة للدسوقي أن تمساح النيل -وكان مُنتشراً في نهر النيل بمصر في ذلك الوقت- قد خطف صبياً من على شاطئ دسوق، فأتت أمه مذعورة إلى الدسوقي تستنجد به، فأرسل نقيبه فنادى بشاطئ النيل: «معشر التماسيح، من ابتلع صبياً فليطلع به»، فطلع ومشي معه إلى الشيخ -الدسوقي-، فأمره أن يلفظ الصبي فلفظه حياً  في وجود الناس، وقال للتمساح: مت؛ فمات حينها.
وفي كرامة أخرى نسبت إليه، ذُكِر توجه أحد تلامذته إلى الإسكندرية لقضاء شيء من السوق لشيخه، فتشاجر أحد التجار مع الرجل، فاشتكاه التاجر إلى قاضي المدينة، وكان هذا القاضي ظالماً يكره الأولياء حسب الرواية، ولما علم أن خصم البائع من أتباع إبراهيم الدسوقي أمر بحبسه وإهانته، فأرسل التابع إلى الشيخ يستغيث به من ظلم القاضي، فكتب الشيخ الدسوقي رقعة وأعطاها لرجل من أتباعه، وأمره بتسليمها للقاضي، وكانت تتضمن هذه الأبيات:
| سهام الليل صـائبة المرامي    |  | إذا وتـرت بأوتار الخشوع  |
| يفـوقها إلى المرمى رجـــال   |  | يطيلون السجود مع الركوع  |
| بألســنـة تهـمـهـم في دعــاء |  | وأجفان تفيـض من الدمــوع |
| إذا أوتـرن ثم رمـين سـهــماً  |  | فما يغني التحصـن بالدروع |

فلما وصلت الرقعة إلى القاضي، جمع أصحابه وأخذ يستهزئ بحامل الورقة وبما فيها، حتى وصل به الحال إلى سب الشيخ، ثم أخذ يقرأ الورقة على أصحابه، فلما قرأها قضى نحبه إذ شهق فمات. وفي رواية أخرى، عندما وصل إلى قول الشيخ «إذا أوترن ثم رمين سهماً»، خرج سهم من الورقة فدخل في صدره وخرج من ظهره فوقع ميتاً.

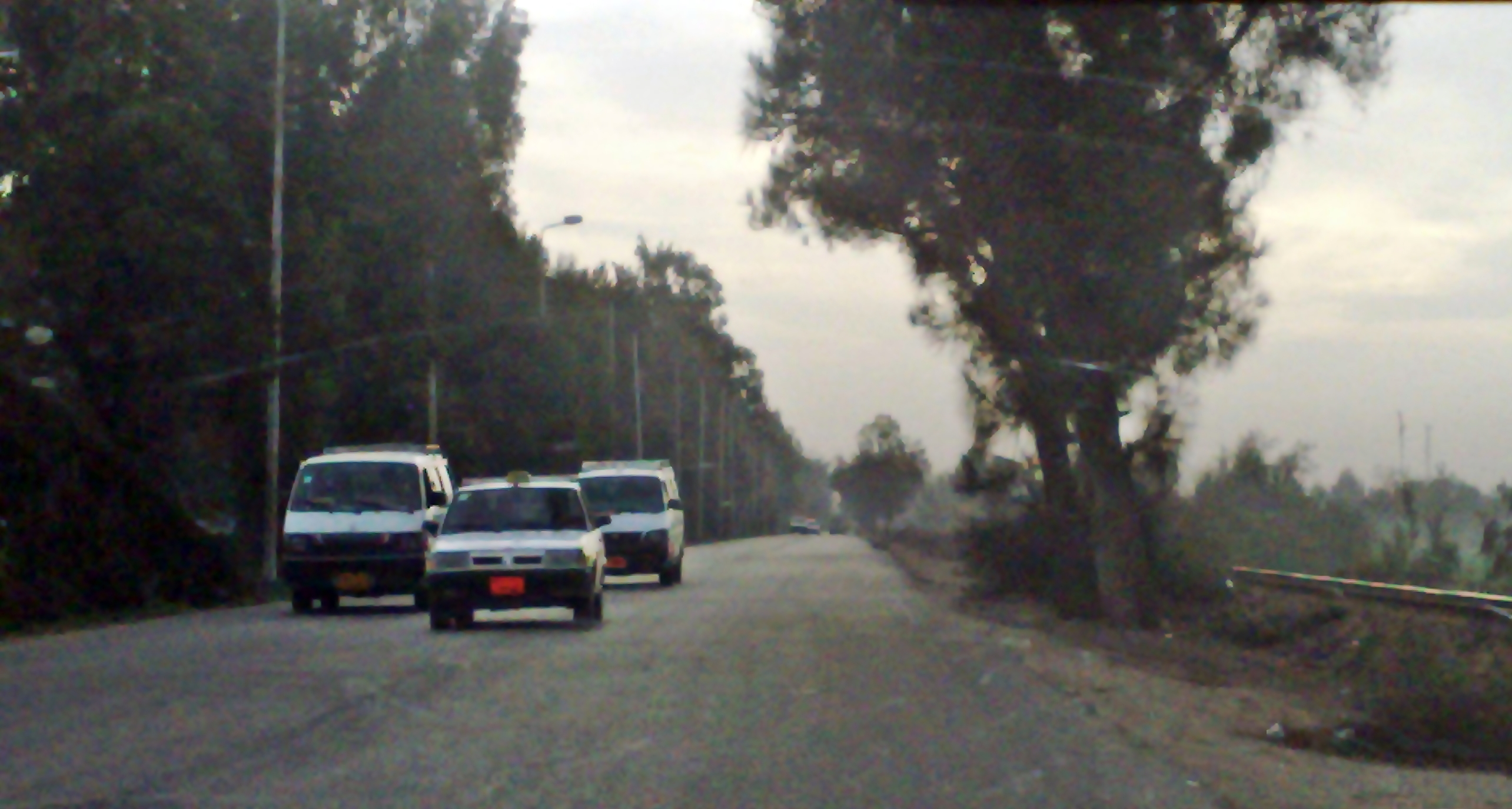
طريق دسوق - دمنهور الحالي، وهو الطريق الذي سار عليه الدسوقي.

ورويت له كرامة أخرى نسبت له، أنه سافر مرة إلى دمنهور الوحش، فمر ببئر فطلب منها ماء ليشرب، فقيل له إن ماءها مالح. فتفل فيها فتحولت لمياه عذبة من وقتها، فقال:
| إذا وردوا الأطلال تاهت بهم عجباً |  | وإن لمسوا عوداً زهـا غصنه رطبا |
| وإن وطئوا يوماً علي ظهر صخـرة    |  | لأنبتت الصمـاء من وطئـهم عشبا |
| وإن وردوا البحر الأجاج شواربا   |  | لأصبح ماء البحر من ريقهم عذبا |

ومن خرق العوائد للدسوقي أيضاً أنه جاء سبعة من القضاة إلى مدينة دسوق لكي يمتحنوه. فلما وصل مركبهم إلى شاطئ المدينة أرسل النقيب لهم، فدفعهم فوجدوا أنفسهم خلف جبل قاف. فأقاموا سنة يأكلون حشيش الأرض حتى تغيرت أجسادهم، وأصبحت ثيابهم قديمة، ثم تذكروا ما وقعوا فيه، فتابوا هناك. فأرسل الدسوقي لهم النقيب فدفعهم فوجدوا أنفسهم على ساحل دسوق، ومسحت من قلوبهم أسئلتهم. فسألهم الدسوقي عن المسائل التي كانوا سيمتحنونه فيها، فضحكوا وقالوا: «يكفينا ما رأيناه!». فأخذوا عليه العهد، وصاروا من تلامذته حتى ماتوا.
كذلك نُسب له بأنه كان يُحدِّث كل أصحاب لغة بلغتهم، وأن الأسماك في النيل تذكر معه بالاسم الذي يذكر به الدسوقي.

### نقد
يصف بعض الصوفية وباقي المسلمين من أهل السنة معظم هذه الكرامات بأنها افتراء من أتباع الدسوقي على شيخهم، لأن دعوة الدسوقي وغيره من الذين أسسوا طرقاً صوفية كانت مثل دعوة المسلمين جميعاً، وهي الدعوة إلى التوبة والاستغفار والهداية والاقتداء بالقرآن والسنة النبوية. وفي ذلك يقول الدسوقي محذراً أتباعه:
| إبراهيم الدسوقي | ... وإنما آمركم بما أمركم به ربكم، وإن نقضتم العهد فإنما هو عهد الله لا عهدي. | إبراهيم الدسوقي |

لذلك فإن أولياء الله -ومنهم الدسوقي- لا يتميزون بشيء عن الناس في الظاهر من الأمور المباحات، كذلك الولي ليس معصوماً من الخطأ، والكرامات لا بد أن يكون سببها الإيمان والتقوى  كما قال القرآن: ﴿أَلَا إِنَّ أَوْلِيَاءَ اللَّهِ لَا خَوْفٌ عَلَيْهِمْ وَلَا هُمْ يَحْزَنُونَ ۝٦٢﴾. لكن ليس لأحد أن يملك أن يتصرف في الملكوت، ولا في الكون، ولا في السماوات ولا في الأرض، فليس لهم التصرف إلا فيما شرع الله، وبما أباح الله لهم، ولا يعلمون الغيب. فمن كانت خوارقه لا تحصل بالاقتداء بالقرآن والسنة النبوية والذِكر وقيام الليل، فهي خوارق لأعداء الإسلام وليسوا بمسلمين.

## طريقته

الراية الخضراء، شعار الطريقة الدسوقية.

تُسمى طريقة الدسوقي بعدة أسماء، فتُسمّى أحياناً ب‍‍الطريقة الدسوقية، نسبة إلى مدينة دسوق مقر ميلاد وإقامة وعبادة «إبراهيم الدسوقي»، وتُعرف أيضاً ب‍‍البُرهامية نسبة إلى اسم مؤسسها «إبراهيم»، وكذلك تسمّى ب‍‍البرهانية، نسبة إلى لقب إبراهيم الدسوقي وهو برهان الدين.
يقول الدسوقي عن طريقته: «آه، آه، ما أحلى هذه الطريقة، ما أسناها وما أمرّها، ما أصعب مواردها، ما أعجب واردها، ما أعمق بحرها، ما أكثر سدها، ما أكثر حيّاتها وعقاربها، فيا لله يا أولادي لا تتفرقوا، واجتمعوا يحميكم الله من الآفات ببركة أستاذكم». -يعني نفسه-.
وقد قال محمد بن علي السنوسي مؤسس الطريقة السنوسية عن الطريقة الدسوقية: «وأما طريق السادة البرهانيّة -الدسوقية-فهو المنسوب إلى الشيخ برهان الدين إبراهيم الدسوقي، وهو مبني على الذِكر الجهري، ولزوم الجد في الطاعات، وارتكاب خطر أهوال المجاهدات، وذبح النفس بسكين المخالفات، وحبسها في سجن الرياضة، حتى يفتح الله عليها بالسراج في رياض المعرفة، ومن شأن هذه الطريقة السنية الاستكثار بذِكر "دايم" -بياء النداء- سيما في ضم مجالس التلاوة والذِكر الجهري بالجلالة مع الهوية، ومن شأنهم لبس الزي وهو الأخضر».
وبحسب الشعراني، فإن الطريق عند الدسوقي يمكن تلخيصها في كلمتين: تعرف ربك وتعبده، فمن قَبل ذلك فقد أدرك الحقيقة والشريعة.
والدسوقي يجعل طريقته كالخلافة أو الإمامة، تأخذ العهد وتربية المريد من شيخ عن شيخ سبقه، فالدسوقي يقول: «رأس مال المريد المحبة والتسليم، وإلقاء عصا المعاندة والمخالفة، والسكون تحت مراد شيخه وأمره». ويُرجّح بعض المفكرين وجود أثر شيعي في فكر شيخ الطريقة.

### سنده في الطريقة

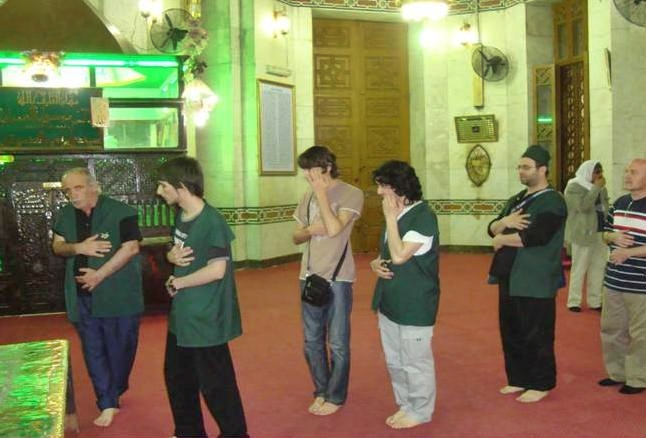
بعض المريدين الألمان أمام ضريح الدسوقي، ويرتدون زي الطريقة الأخضر، وعلى يمينهم ضريح شقيق الدسوقي شرف الدين موسى.

بحسب بعض الروايات، فإن الدسوقي قد لبس الخرقة من الشيخ نجم الدين محمود الأصفهاني، الذي كان وثيق الصلة بأبي الحسن الشاذلي وعز الدين الفاروئي. وتخرّج بصحبة الشيخ نور الدين عبد الصمد النظري. وبحسب الصوفيّة فإنه قد شُهد له بالولاية الكبرى والقطبية العظمى، وانتهت إليه رئاسة الطريق. ورغم ذلك، فهناك روايات أخرى صرّحت بأن ما رُوي عن شيوخه في الطريق هي روايات هي تبرك لا تربية. فلا توجد روايات موثوقة تدل على أنه سلك الطريق على يد شيخ لازمه حتى وصل إلى ما هو فيه من مقام. فقيل إن ما عُرف عن الدسوقي أن فتحه كان وهبياً، أي ما عرفه من علوم كانت هبة من الله، فقد قال عن نفسه بخصوص هذا الأمر: «اعلموا وفقكم الله أن الفقير –يقصد نفسه– كان بقرية لا بها فقيه ولا معلم، ولكن ذلك بما فتح الله به من فتوح الغيب من بركة سيد الأنبياء والمرسلين، خير الأنام ومصباح الظلام، ورسول الملك العلام، على قلب عبده إبراهيم الدسوقي القرشي الصوفي المقتدي بالقرآن».

وفي كتابه الحقائق، صرَّح إبراهيم الدسوقي أن شيخه الذي أخذ عليه العهد هو النبي محمد نفسه، إذ يقول: 
| إبراهيم الدسوقي | إن النبي أخذ عليّ العهد بيمينه، وصار يكشف لي عن الأمور، ويفتح لي أقفال الحجب. | إبراهيم الدسوقي |

ويُنسب له أيضاً في قصيدة:

| شربت دِنَانَ الصرف في حضرة الرضا |  | وكان دليلي في الهـدى سيد العرب |

### خلفاؤه

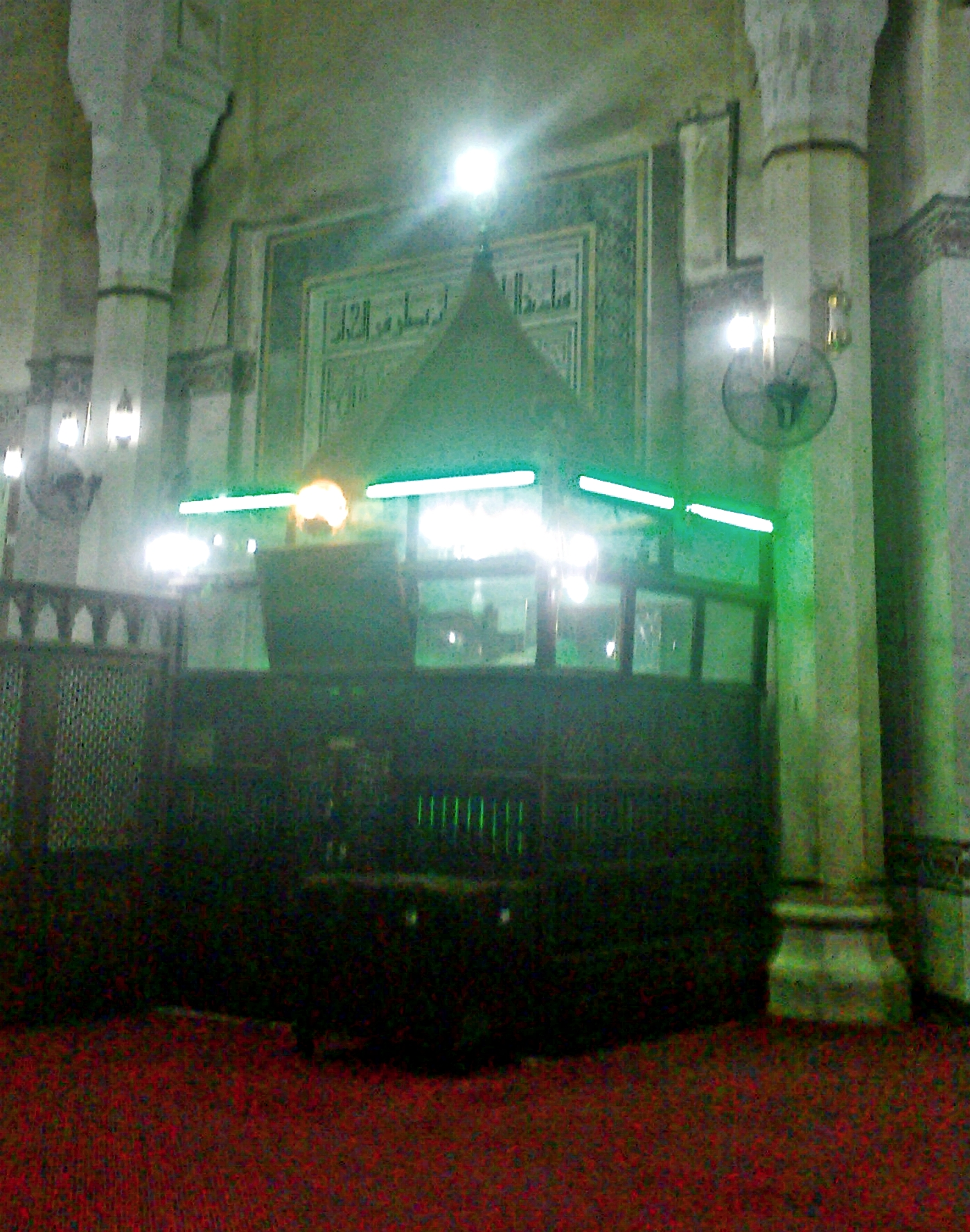
ضريح شرف الدين موسى بجوار ضريح شقيقه الدسوقي بالمسجد الإبراهيمي.

تولى أمر الطريق بعد وفاته شقيقه «شرف الدين موسى»، وقد تلقى الطريقة عن أخيه، ولما كمل تعلمه؛ أذن له أخوه بالسفر إلى القاهرة، فأقام بها ينشر العلم ويربّى السالكين في حياة أخيه.
وبعد وفاة أخيه، تولى أمر الطريق، وعاش متنقلاً ما بين دسوق والإسكندرية مجتهداً في نشر العلم وتربية المريدين، حتى أدركته الوفاة بالإسكندرية عام 739 هـ، وحُمِل إلى دسوق ودفن بجوار شقيقه إبراهيم الدسوقي من الجهة القبلية.
ومن كبار خلفاء إبراهيم الدسوقي المعاصرين لأخوه موسى وهو «سليمان البسيوني»، ويكاد عمره يضاهي عمر شقيق الدسوقي والعصر الذي عاشه، فقد ولد سنة 658 هـ وتوفى سنة 735 هـ، ودفن بمدينة بسيون جنوب دسوق في موضع خلوته التي كان يتعبد فيها.
كذلك من أشهر خلفاؤه «جلال الدين أحمد بن محمد الكركي»، وكان خليفة المقام وإمام المسجد الإبراهيمي بدسوق، ونسب إلى مدينته الكرك بالأردن.

### مدى انتشار طريقته
تنتشر الطريقة الدسوقية في العديد من دول العالم، معظم المقرات الرئيسية لفروع الطريقة في مدينة دسوق، والطرق المتفرعة من الطريقة الدسوقية هي:
- البرهامية، وشيخها «أكرم عقيل مظهر».[153]
- الشهاوية البرهامية، وشيخها «محمد أبو المجد الشهاوي».
- الشرنوبية، وشيخها «محمد عبد المجيد الشرنوبي».[154]
- السعيدية الشرنوبية، وشيخها «حمدي إبراهيم الشرنوبي».
- المجاهدية، وشيخها «عبد القادر أحمد مجاهد».
- البرهامية العاشورية،[95] وشيخها «محمد علي عاشور».[155]
- الدسوقية المحمدية، وهي أحدث الطرق الصوفية في مصر،[156][157] وشيخها «مختار علي الدسوقي».[158]
- الخلوتية الجامعة الرحمانية، وشيخها «حسني حسن خير الدين الشريف»،[159] وهي مزيج بين ثمانية طرق بين الدسوقية، وبين سبع طرق أخرى هي: الرفاعية، والقادرية، والبدوية، والشاذلية، والشاذلية اليشرطية، والنقشبندية، والأدريسية.[160]
- البرهانية الدسوقية الشاذلية، وشيخها «إبراهيم الشيخ محمد عثمان عبده البرهاني»، مقرها الرئيسي بالخرطوم،[161][162] وهي مزيج من الطريقة الدسوقية والطريقة الشاذلية،[163][164] تنتشر في كل أنحاء السودان، وتتبعها مقرات في أكثر من 37 دولة حول العالم،[165] ومنها:

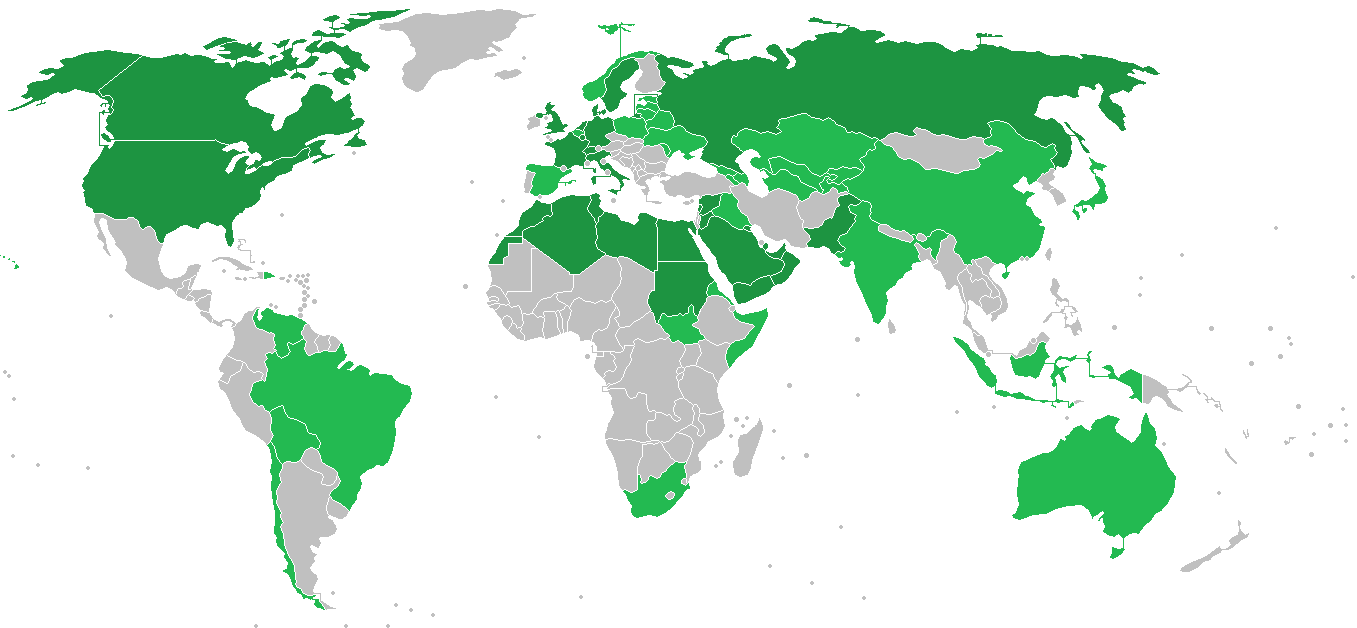
توزيع الطريقة البرهانية الدسوقية الشاذلية في العالم:
دول بها مقرات رسمية.
دول بها أتباع لكن لا توجد مقرات رسمية.

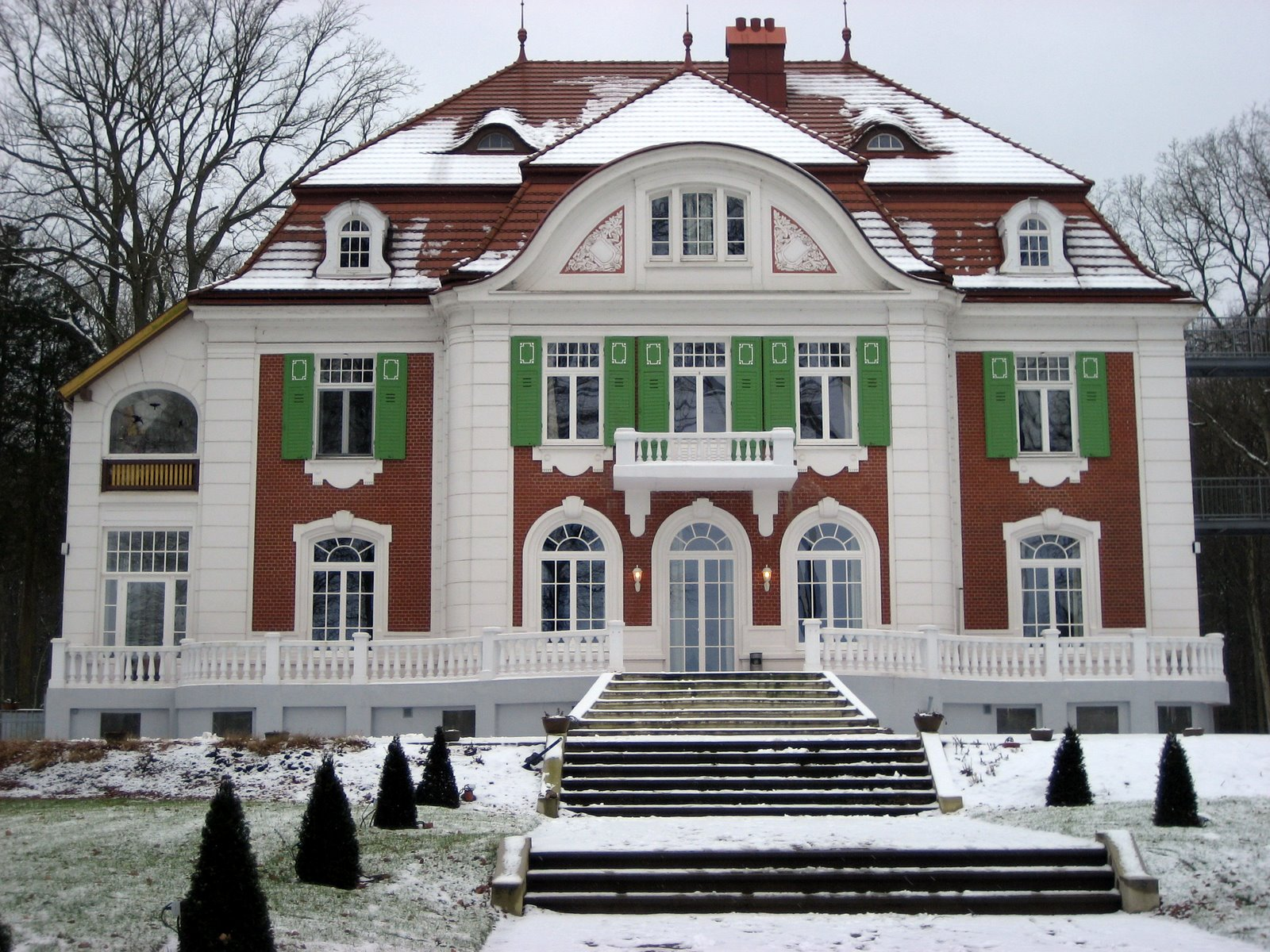
قصر شنيدا، هو المقر الرئيسي للطريقة البرهانية الدسوقية الشاذلية في ألمانيا، وأهمها في أوروبا.

| أفريقيا - مصر (دسوق، أسوان). - السودان (الخرطوم، جبل الأولياء، الخرطوم بحري، الأبيض، كسلا، الدامر، عطبرة، القضارف، بور سودان، وادي حلفا، ناوا، دنقلة، القولد، شندى، سنجة، سنار، الرصيرص، الدمازين، نيالا، الفاشر، كوستي، كنانة، مدني، الحصاحيصا، الرهد، أبو جبيهة، الدلنج). - ليبيا - تونس - الجزائر - المغرب آسيا - المملكة العربية السعودية - الإمارات (أبوظبي، دبي، العين. - الكويت - الأردن - لبنان (بيروت). - سوريا (دمشق). | - باكستان - روسيا أورُبّا - إيطاليا (روما، نابولي). - سويسرا (بازل، دورنك) - فرنسا (باريس). - ألمانيا (برلين، هامبورغ، شنيدا، آسوزن، مونستر، شتوتغارت، بفورتسهايم، ميونخ). - لوكسمبورغ - هولندا - بريطانيا (لندن). - الدنمارك (كوبنهاغن). - السويد (ستوكهولم). أمريكا الشمالية - الولايات المتحدة (نيويورك). - كندا (مونتريال). |

ويبرر أتباع الطريقة انتشارها بعدد من دول العالم بقول منسوب للدسوقي:
| ولا تَنتهي الدُّنيا ولا أيَّامُها |  | حتَّى تَعُمَّ المشرقينِ طريقتي |

| وفي أرض الصين والشرق كلها |  | لأقصى بلاد الله صحت ولايتي |

### نقد

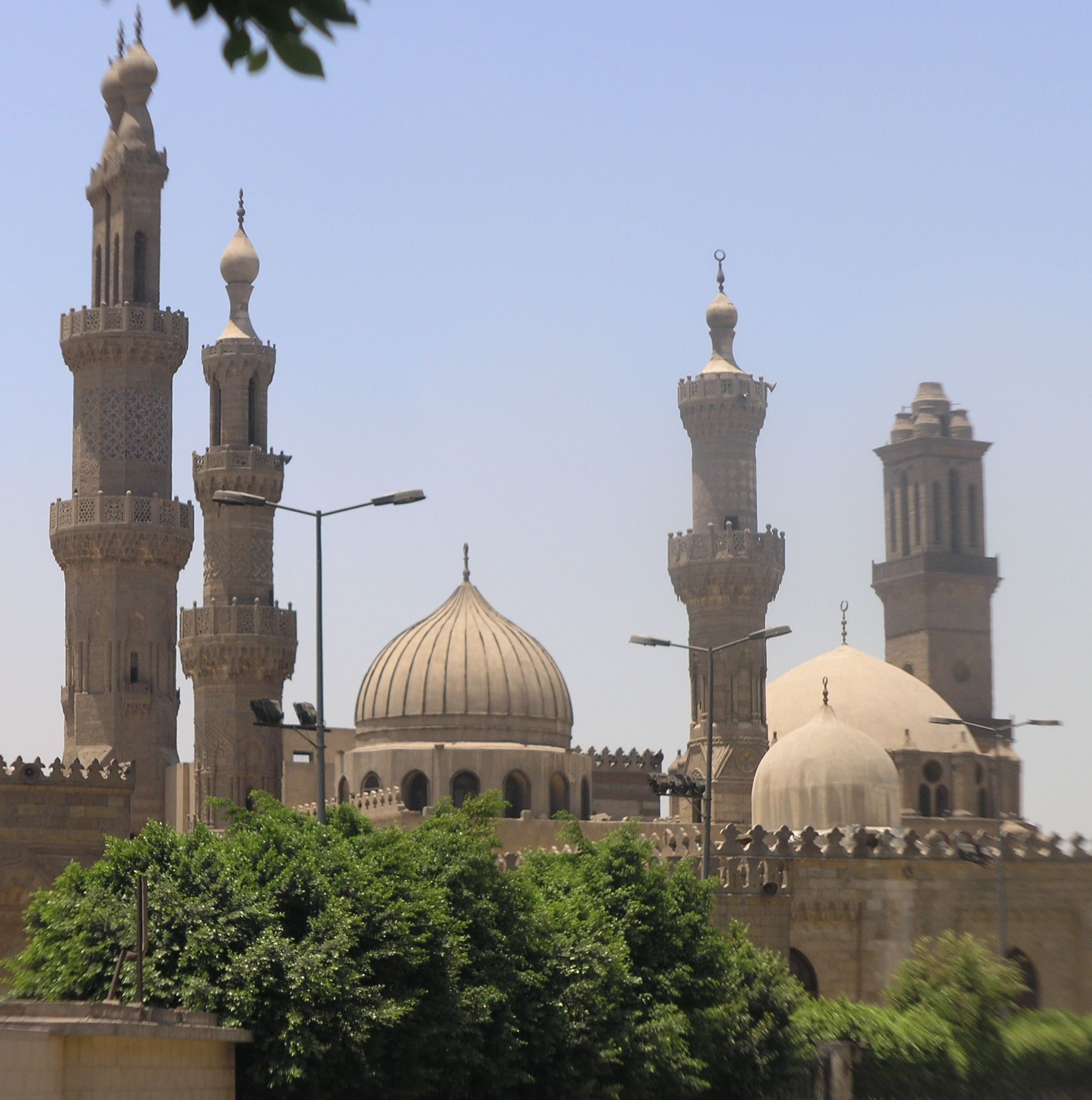
الأزهر حذّر من الطريقة البرهانية الدسوقية الشاذلية، ووصفها بـ«الطائفة المنحرفة».

في فتوى للشيخ عبد العزيز بن باز -مفتي الديار السعودية الراحل-، حذّر فيها من إتباع خطى الطريقة الدسوقية أو البرهانية، وجميع الطرق الصوفية، حيث رأى أن الالتزام بالشريعة والإكثار من تلاوة القرآن، وقراءة كتب السنة الصحيحة وكتب أهل السنة يكفي، والابتعاد تماماً عن كتب الصوفية لإن فيها من الباطل الشيء الكثير.
أما الجامع الأزهر فيظهر تأييداً واضحاً للطرق الصوفية بشكلٍ عام، فقد تقلد مشيخة الأزهر عدد من الصوفية مثل الإمام الأكبر «عبد الحليم محمود»، كذلك تأييد الصوفية للأزهر من خلال مسيرات تأييد لشيخ الأزهر، أو من خلال لقاءات تأييد بين شيخ الأزهر وشيخ مشايخ الطرق الصوفية. لكن بالنسبة للطريقة البرهانية الدسوقية الشاذلية، فينسب لها الأزهر الكثير من المخالفات والممارسات والادعاءات التي توصل إلى الاتهام بالكفر الصريح، وحذر الأزهر أنها تخالف تماماً الطرق الصوفية الأخرى وأنها طائفة منحرفة، كذلك أفتى الشيخ عطية صقر أحد علماء الأزهر. وقد حكم مجمع البحوث الإسلامية بمخالفة كُتبهم للإسلام وتكفير من يعتقد ما فيه. وتتفق فتاوى دار الإفتاء المصرية مع فتاوى الأزهر تماماً، فدار الإفتاء لا ترى غضاضة في التصوف الشرعي الصحيح البعيد عن الخرافات  ومنها الطريقة الدسوقية، وأفتت الدار برفض هدم أضرحة مشايخ الصوفية وعدم الاعتداء عليها. وعدت الفتوى عشرة أضرحة شهيرة بمصر، من أهمها ضريح إبراهيم الدسوقي. وقد وصل الأمر إلى كشف بعض المصادر الصحفية المصرية عن أن الطريقة البرهانية تعمل لحساب إيران لنشر المذهب الشيعي الاثنا عشري في مصر بتمويل من رجال أعمال، حيث وصل الأمر إلى درجة تأليه الإمام علي بن أبي طالب، وذلك بجانب تصريحات من مشيخة الطرق الصوفية وجماعة أنصار السنة المحمدية بمحاولات اختراق الشيعة للعوام من الصوفيين المصريين.

## مؤلفاته وتراثه

صورة ضوئية من الصفحة الأولى من مخطوطة كتاب الجوهرة، وهي محفوظة بالمتحف البريطاني بلندن.

### مؤلفاته
لم يترك الدسوقي الكثير، وذلك بسبب انشغاله بمريديه وتلاميذه، وقد فقدت معظم كتبه وضاعت، وعلى حسب استنباط شيوخ الصوفية كالكركي والمناوي والبقاعي، تم إلمام بعض أسماء مؤلفاته، وهي:
- كتاب الجوهرة،[4] وهو الكتاب الوحيد المنسوب للدسوقي الذي طبع، ويعتبر المرجع الرئيسي لطريقته،[205] وله نسخة مخطوطة بدار الكتب المصرية، ونسخة مخطوطة بمكتبة الأزهر الشريف، ونسخة مخطوطة بجامعة ليدن بهولندا، أما النسخة المنشورة المتداولة لهذا الكتاب فمتفق أنه لا يصح نسبة جميع ما فيها إلى إبراهيم الدسوقي، لاشتمالها علي كثير من العبارات التي تتناقض مع أفكاره، وأن هناك أفكارًا مدسوسة حسب رأي البعض. وقد طبع هذا الكتاب أكثر من مرة وتمت مراجعتها، فكشف به اختلافات جوهرية.[206] كما أن المناوي قد وصف الكتاب بأنه «مُجلَّد ضخم وفيه عجائب»، والكتاب الذي في السوق لا يتعدى 300 صفحة. وأشهر نسخة طبعت عام 1998 بالقاهرة؛ وسميت بالجوهرة المضيئة، وذُكر فيها أنه تم نقلها عن مخطوطة الكتاب بالمتحف البريطاني بلندن.[207] وهناك نسخة أخرى طبعت عام 2007 باسم «الجوهرة المضيئة في سلوك الطالب ونصح البرية».[208][209] كذلك هناك نسخة مطبوعة مكونة من 84 صفحة فقط.
- كتاب الرسالة، وفيه قواعد لمن يريد أن يسلك طريق الفقر والزهد، ولم يطبع. وقد أشار إليه الكركي في لسان التعريف في عدة مواضع فقال: «نهى الشيخ -يعني الدسوقي- في رسالته عن أمور منها القول بالمشاهدات قال: فإن كل هذه نفوس وشهوات». وقال في موضع آخر: «كما أشار إليه أستاذنا في رسالته حيث قال: الطرق شتي وطريق الحق مفردة والسالكون طريق الحق أفراد».
- كتاب الحقائق،[210] ويجمع الكتاب بين ذكر حقائق طريقته وحقائق المعارف، ويشير إليه الكركي في كتابه لسان التعريف فيقول: «وكما قال أستاذنا الدسوقي -قدس الله روحه- في كتابه الجليل الفائق الموسوم بالحقائق المشتمل علي تصوف ورقائق ومواعظ وكرامات وحقائق». وقد أشار إليه البقاعي أيضًا في طبقاته عند ترجمته للقطب الدسوقي إذ قال: «ومن كلامه في كتابه المسمى برهان الحقائق».[211]
- مؤلف في فقه السادة الشافعية.[212]

### تراثه الشعري
رغم أن الدسوقي ترك الكثير من الحكم والمواعظ والتعاليم، وألف عدد من الكتب، إلا أن له شِعر صوفي قليل. وبالنسبة لأسلوب أشعاره، فهو جارٍ في جملته من حيث الأسلوب على نمط عموم المتصوفة في القرن السابع الهجري، إذ ظهر في شعره عبارات العشق الإلهي، وظهرت فيه أوصاف الحق أو ذات القدس. ومن مثال شعره:
| سقاني محبوبي بكأس المحبة      |  | فتهت عن العشاق سكراً بخلوتي  |
| ونادمني سرّاً بسر وحكمة         |  | فما كان أهني جلوتي ثم خلوتي |
| ولاح لنا نور الجلالة لو أحنا  |  | لصم الجبال الراسيات لدُكت    |
| وكنت أنا الساقي لمن كان حاضراً |  | أطوف عليهم كرةً بعد كرة      |

## وفاته

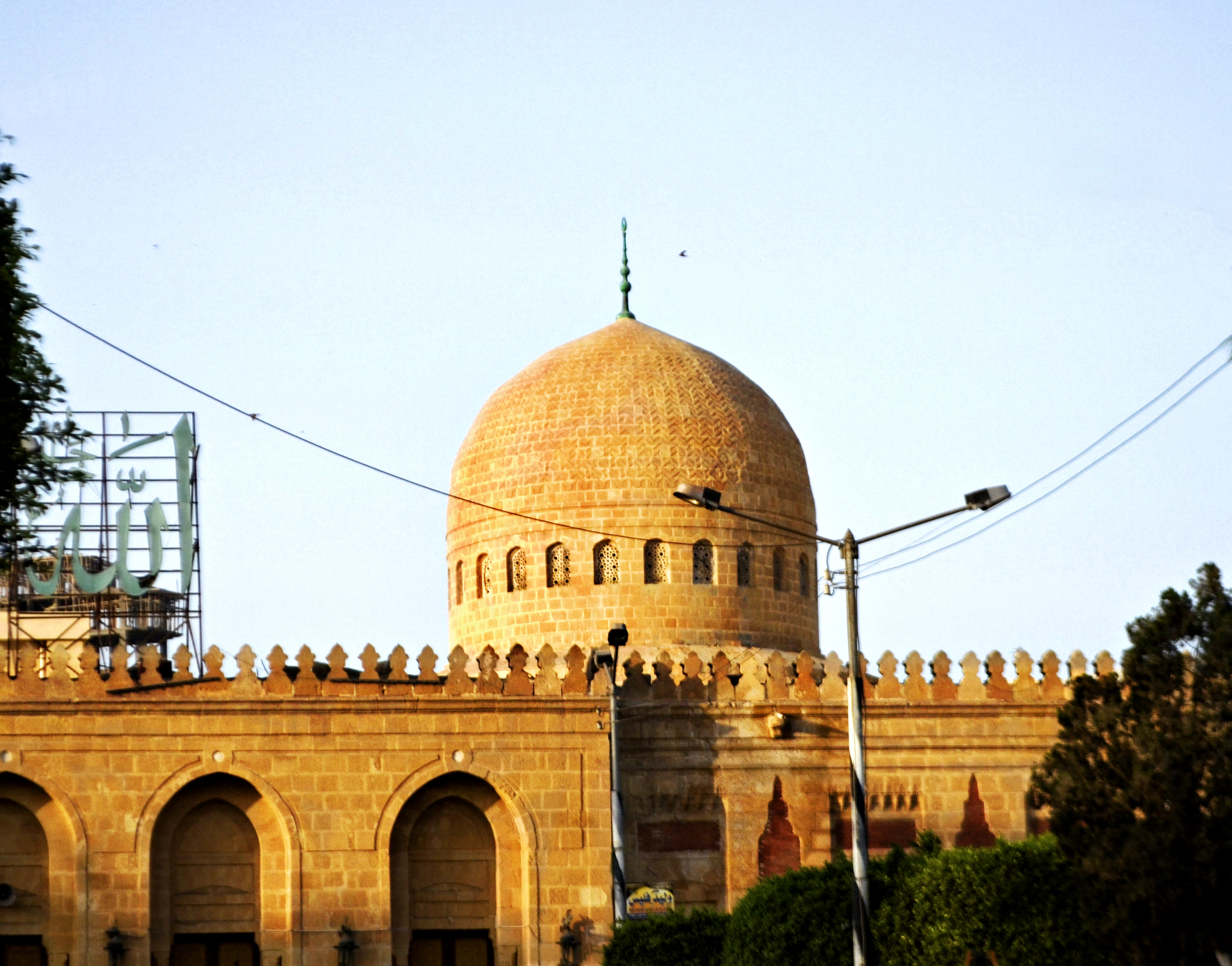
بُنيت قبة المسجد فوق ضريح الدسوقي مباشرةً.

تقول الروايات الصوفية، أن الدسوقي لما شعر بدنو أجله، أرسل نقيبه إلى أخيه «أبى العمران شرف الدين موسى» الذي كان يقطن جامع الفيلة بالقاهرة. فأمره أن يبلغه السلام، ويسأله أن يطهر باطنه قبل ظاهره.
وذهب النقيب إلى موسى شقيق الدسوقي، ودخل عليه المسجد وهو يقرأ على طلابه كتاب الطهارة. فأخبره النقيب برسالة أخيه، فلما سمعها، طوى الكتاب وسافر إلى دسوق. فلما وصل وجد أخيه تُوفي وهو ساجد، وكان ذلك عام 696 هـ/1296 م على أرجح الأقوال، أي توفي وله من العمر 43 عاماً.
وقد دُفن الدسوقي بمدينة دسوق محل مولده، والتي لم يغادرها في حياته إلا مراتٍ معدودة. وأقام أهل المدينة بعد ذلك على ضريحه زاوية صغيرة، وتوسعت شيئاً فشيئاً فتحولت الزاوية إلى مسجد من أكبر مساجد مصر، والذي يُعرف حالياً بمسجد سيدي إبراهيم الدسوقي  أو اختصاراً المسجد الإبراهيمي.

## معرض الصور

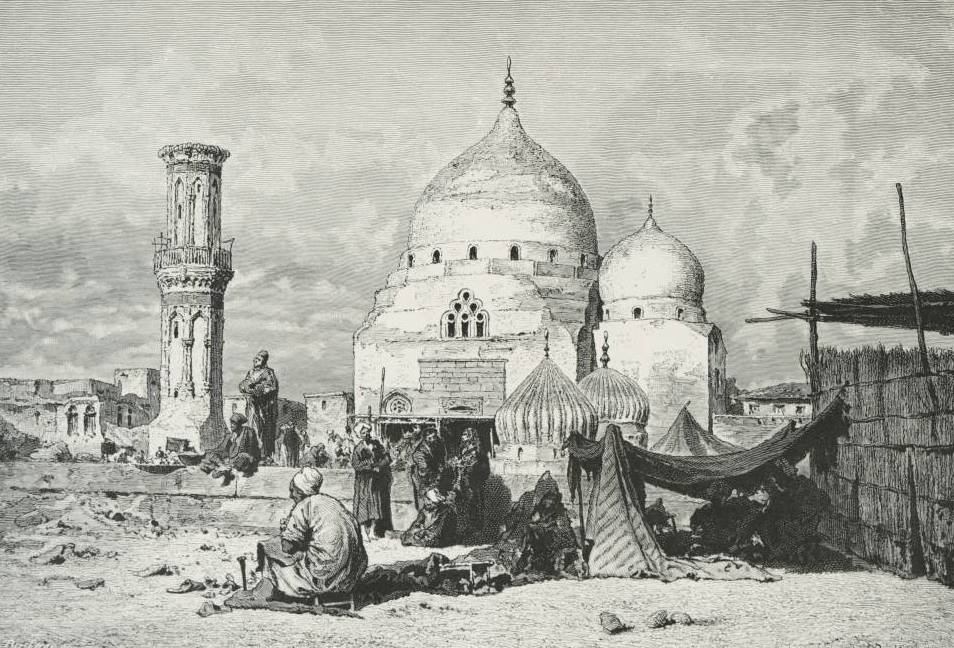
لوحة للرسام النمساوي ليوبولد مولر عام 1878 تظهر أطلال المسجد الإبراهيمي وضريح الدسوقي وشقيقه، قبل يُجدد الخديو توفيق المسجد ويوسعه عام 1880.
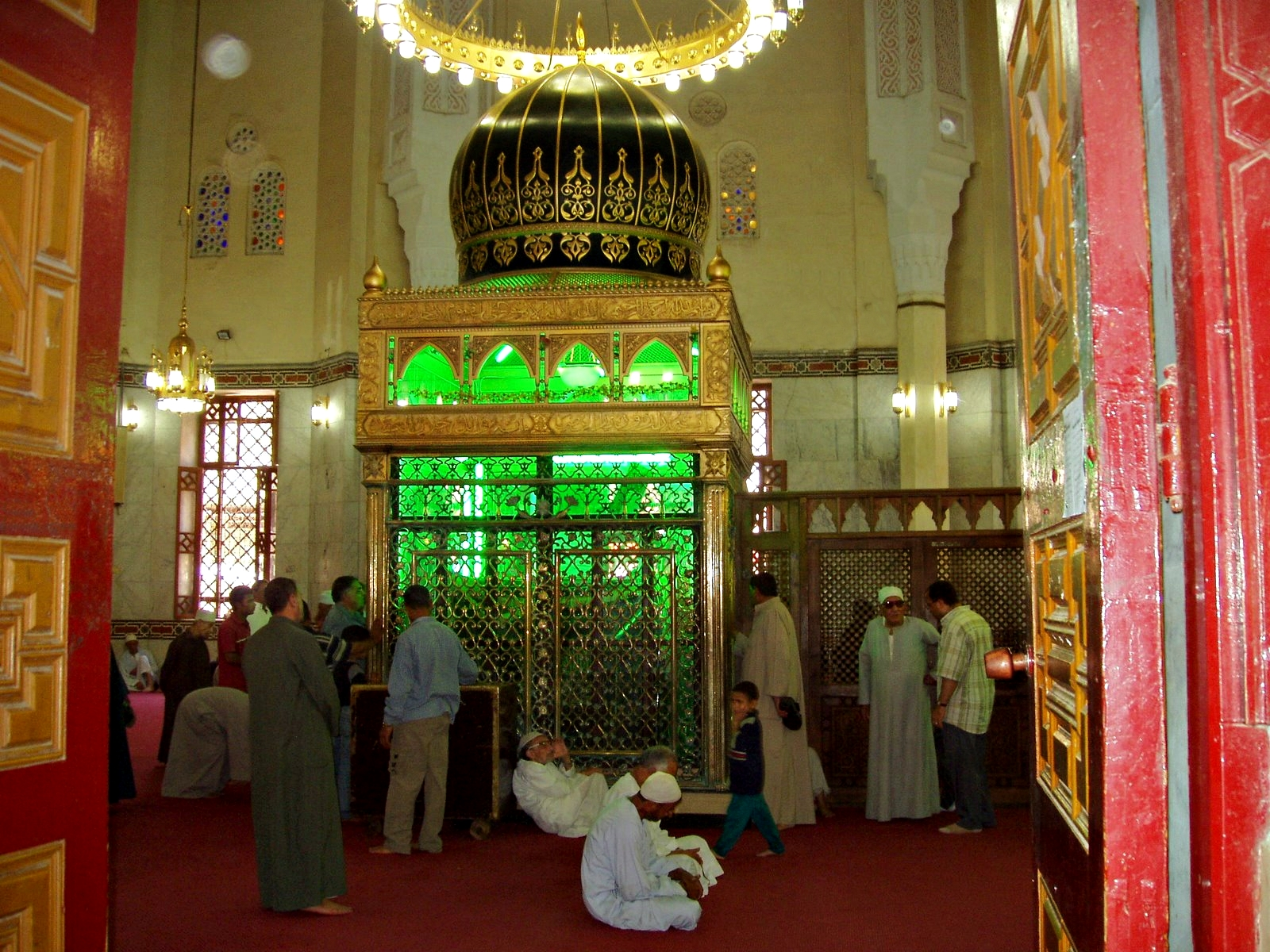
ضريح الدسوقي، وهو في الأصل مكان خلوته وقد دُفن فيها.
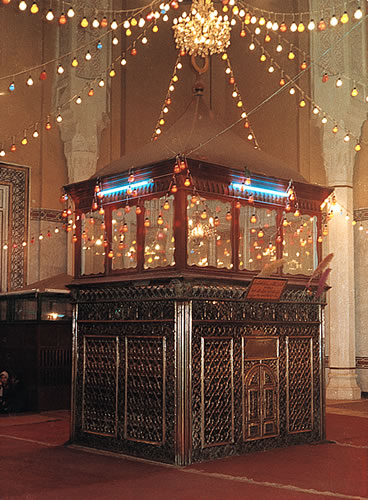
الضريح القديم لإبراهيم الدسوقي قبل تطويره في التسعينات من القرن العشرين.
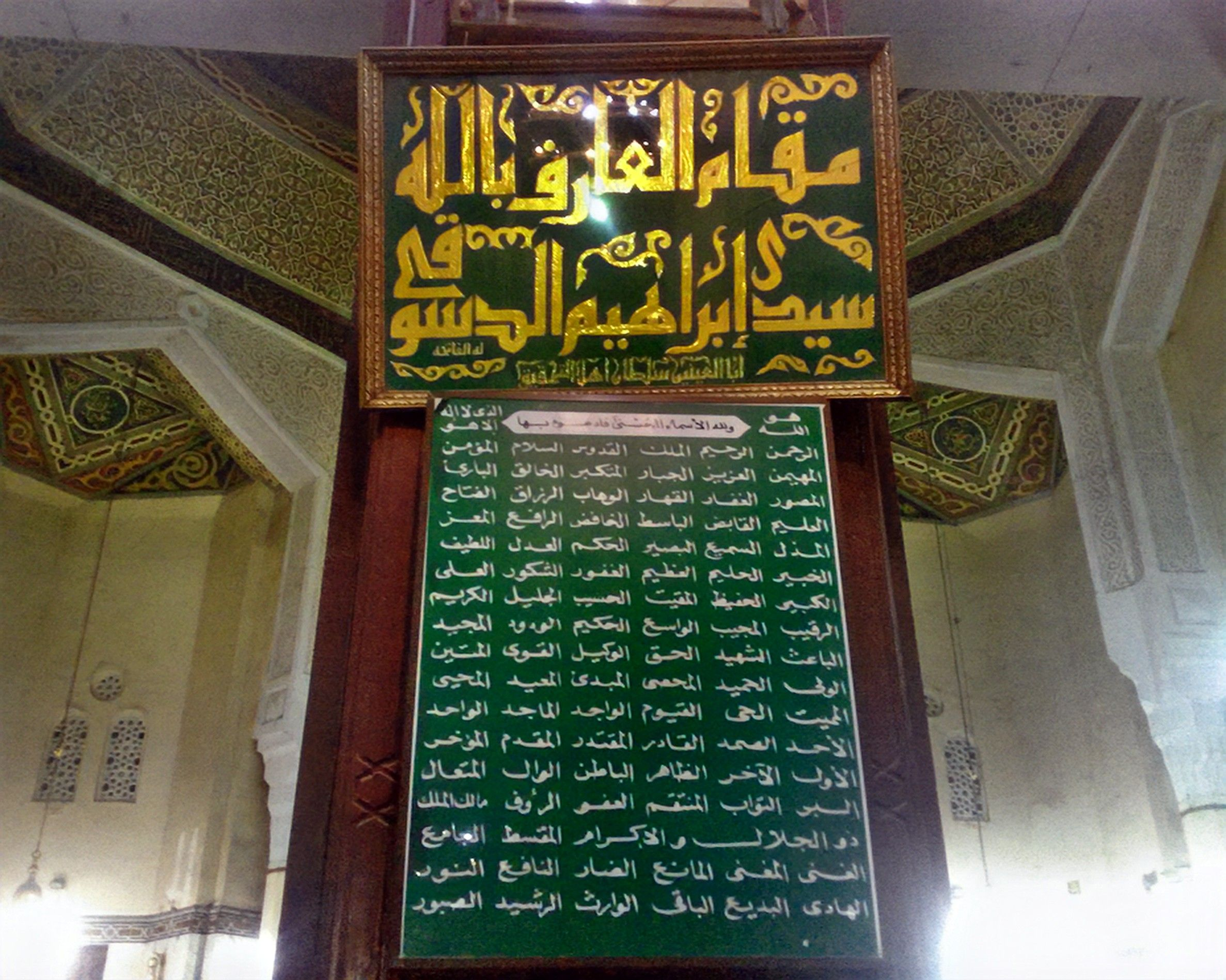
إحدى لافتات المقام الإبراهيمي موضوعة أعلى أبواب غرفة الضريح.
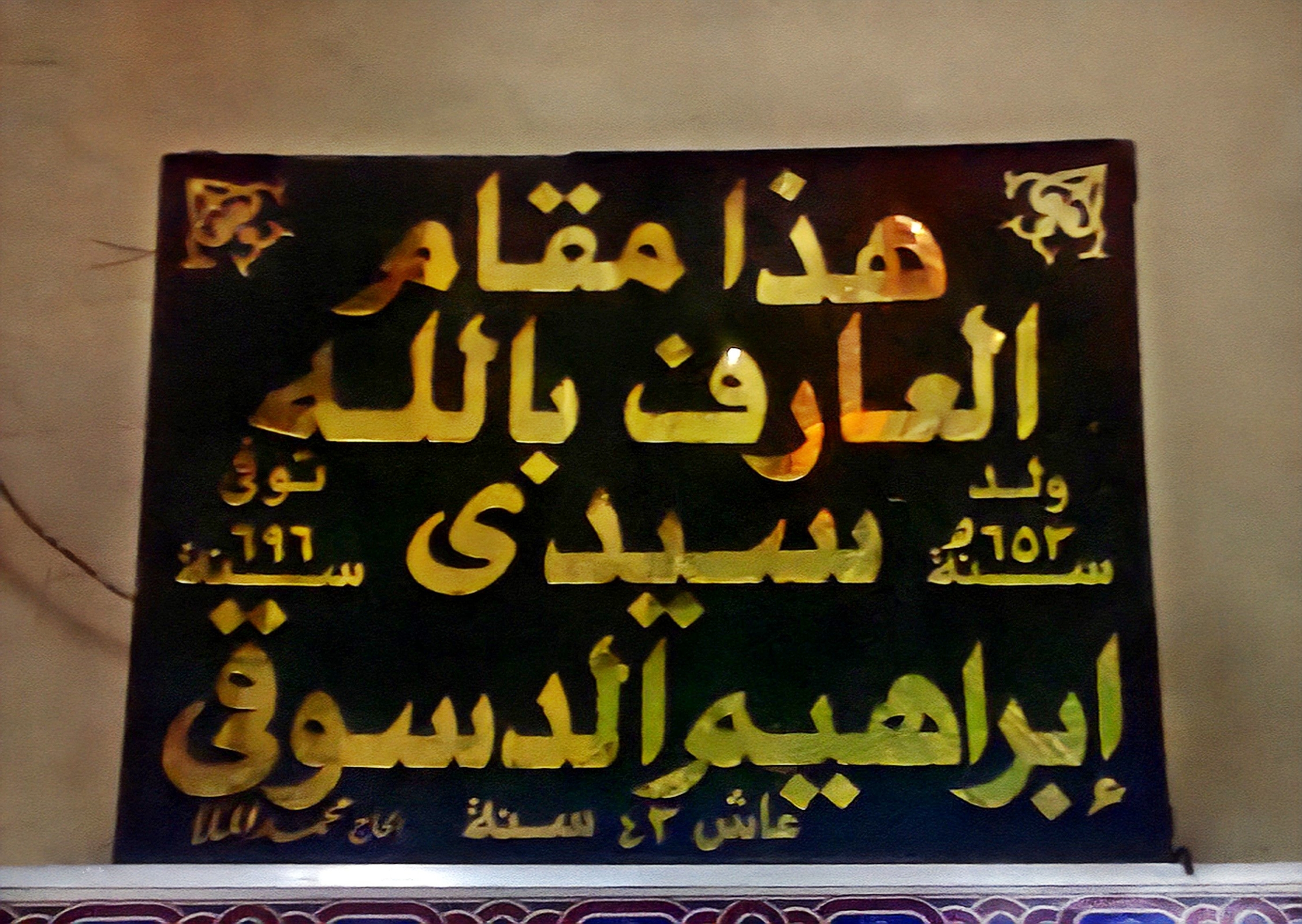
لافتة مهداة إلى المسجد الإبراهيمي موضوعة على يمين أبواب غرفة الضريح مكتوب عليها تاريخ ميلاد الدسوقي وتاريخ وفاته.
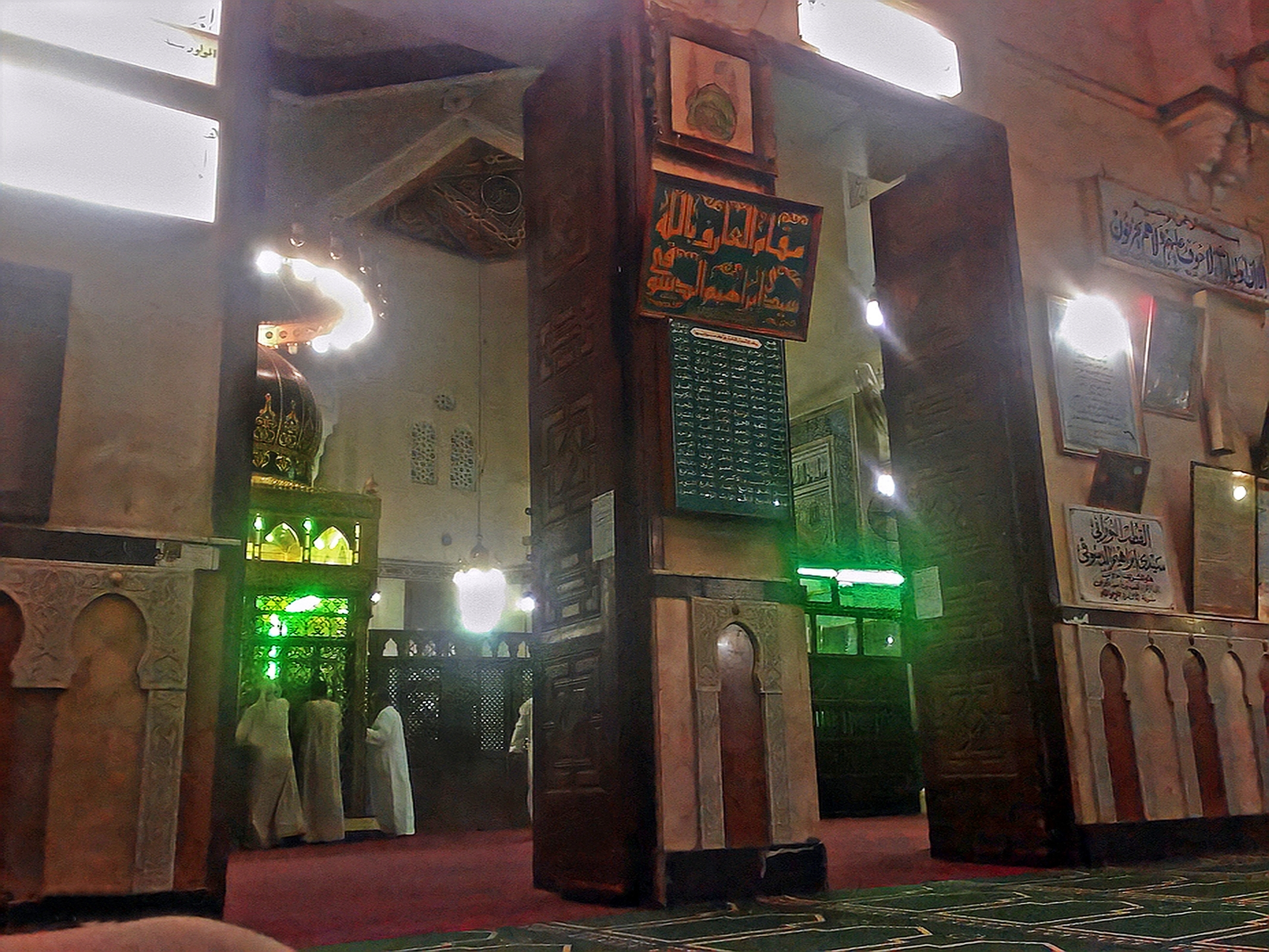
باب غرفة ضريحي إبراهيم الدسوقي وشقيقه الأصغر وخليفته شرف الدين موسى.
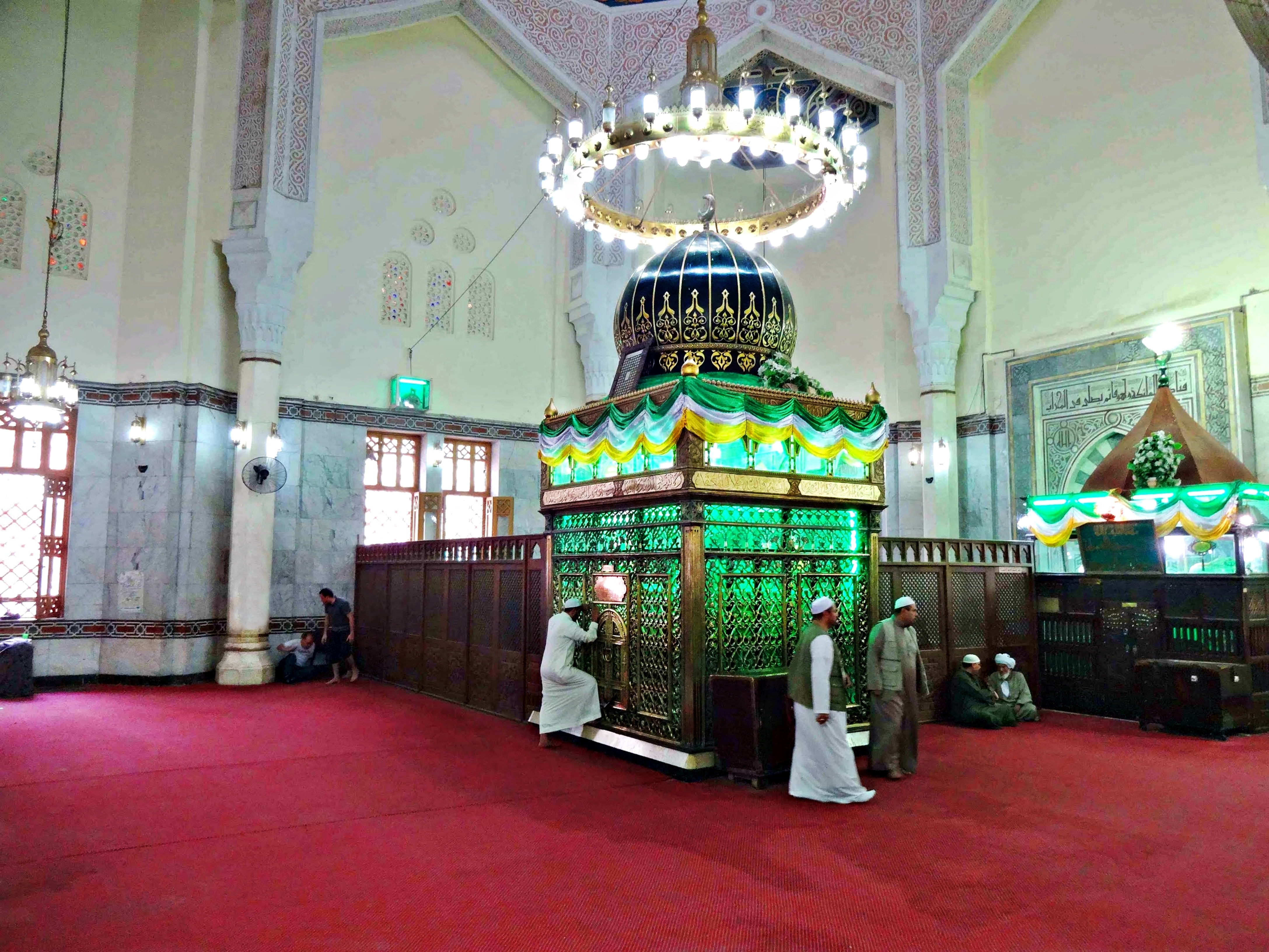
ضريح الخليفة الأول شرف الدين موسى يميناً، ويقع ضريح الدسوقي يساره.
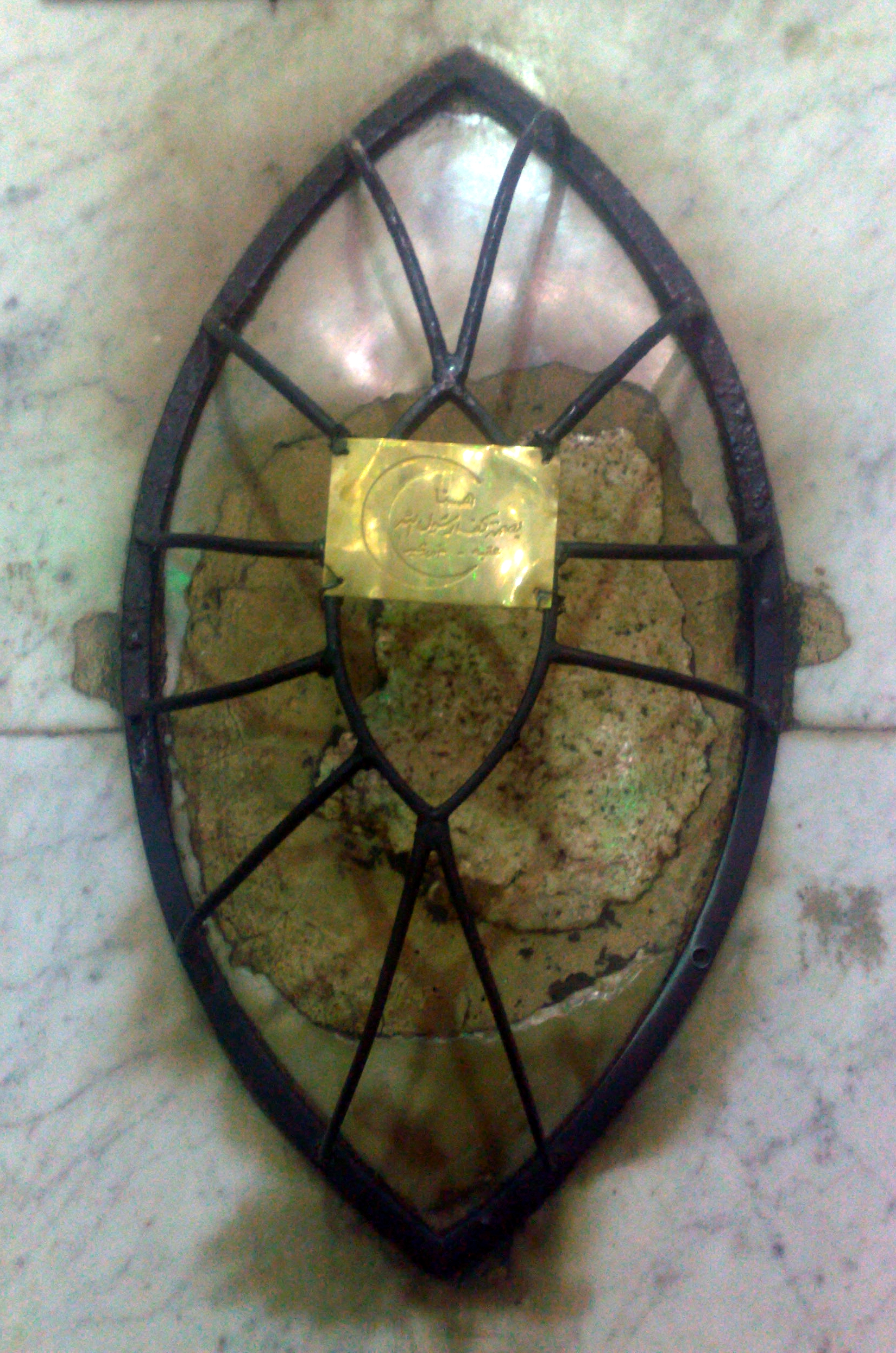
يُعتقد أن الأثر الموجود على الحجر هو أثر كف النبي محمد نفسه، وهو موجود بغرفة ضريح الدسوقي.
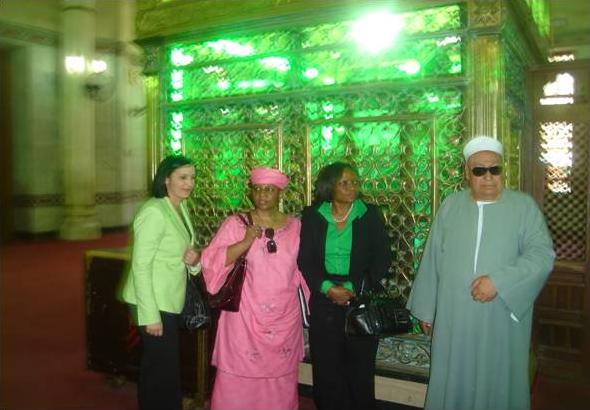
يٌقدر عدد زوار ضريح الدسوقي حوالي 2 مليون زائر سنوياً من داخل مصر وخارجها.
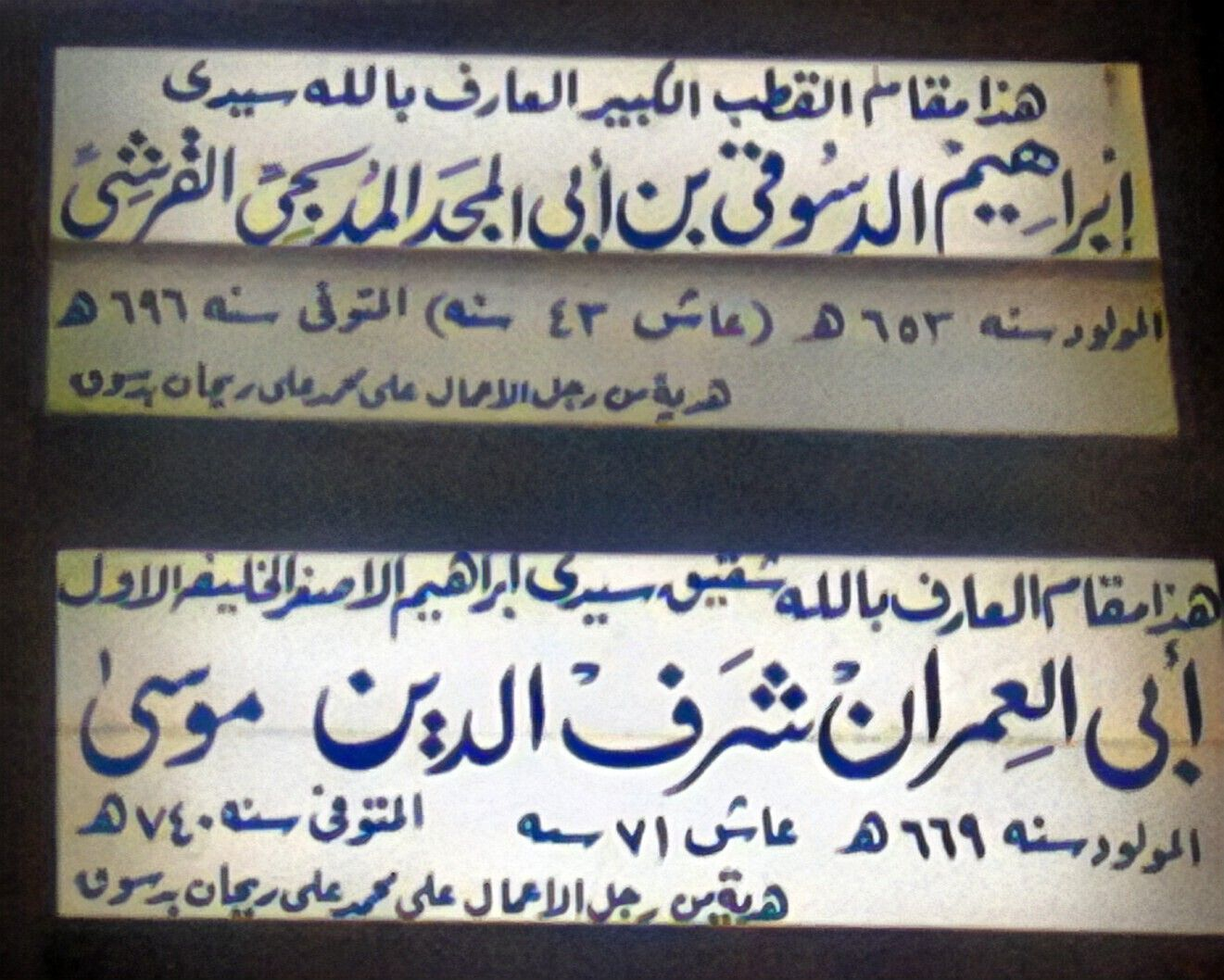
لافتات مضيئة مهداه إلى المسجد الإبراهيمي موضوعة على باب غرفة ضريحي الدسوقي وموسى.
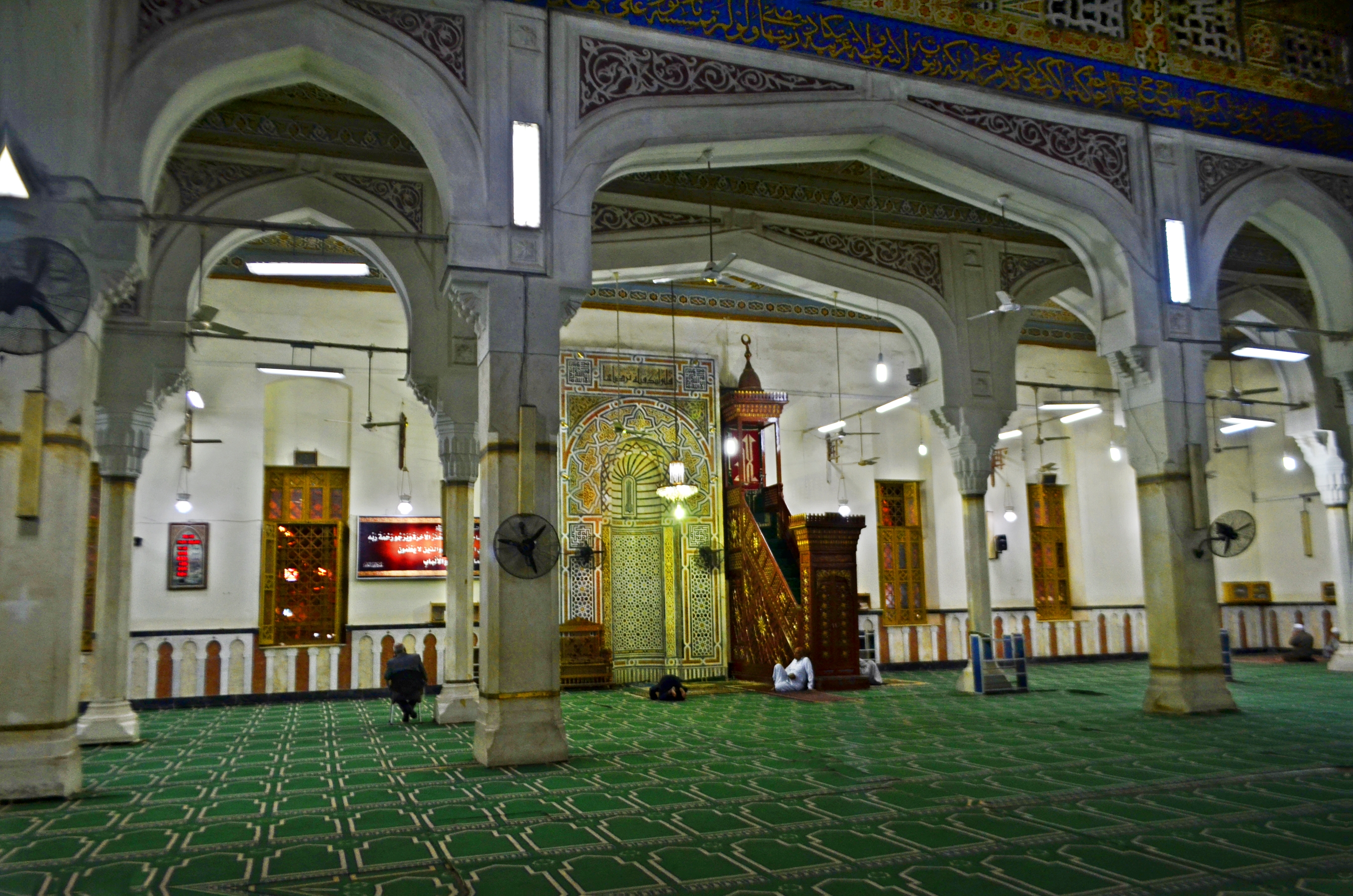
مسجد سيدي إبراهيم الدسوقي من الداخل.
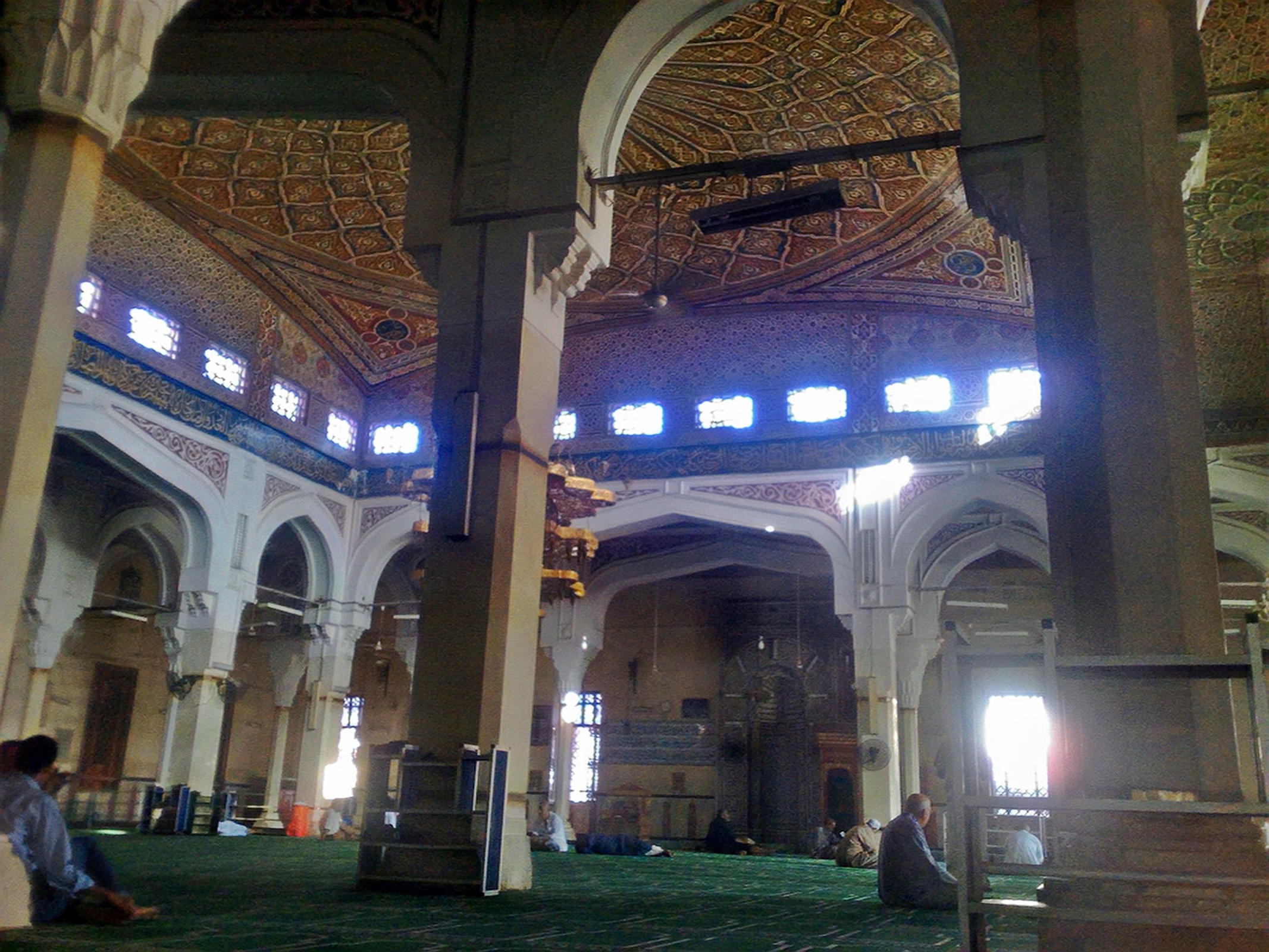
مسجد سيدي إبراهيم الدسوقي من الداخل نهاراً.
جانب من مسجد إبراهيم الدسوقي بقلب مدينة دسوق، يعد من أكبر 20 مسجد في العالم.